# Vampire Diaries
Vampire Diaries (Originaltitel: The Vampire Diaries) ist eine US-amerikanische Serie des Fernsehsenders The CW. Sie beruht auf der gleichnamigen Buchserie von L. J. Smith. Drehbuchautor Kevin Williamson war bereits für Filme, wie Scream – Schrei!, Ich weiß, was du letzten Sommer getan hast oder Verflucht und die Serie Dawson’s Creek verantwortlich.
Die Serie besteht aus acht Staffeln mit insgesamt 171 Episoden und wurde in den Vereinigten Staaten vom 10. September 2009 bis zum 10. März 2017 ausgestrahlt. In Deutschland wurden die ersten beiden Staffeln der Serie auf dem Fernsehsender ProSieben ausgestrahlt. Ab der dritten Staffel erfolgte die Ausstrahlung auf Sixx.

## Handlung
Ein Hauptcharakter der Serie ist Highschool-Schülerin Elena Gilbert, die ihre Eltern bei einem Autounfall verloren hat. Ihre Tante Jenna Sommers, die jüngere Schwester der Mutter, ist nach Mystic Falls gekommen, um sich um sie und ihren jüngeren Bruder Jeremy zu kümmern. Als der neue Mitschüler Stefan Salvatore plötzlich auf der Bildfläche erscheint, weckt er sofort Elenas Interesse. Sie ahnt nicht, dass es sich bei Stefan um einen bereits jahrhundertealten Vampir handelt. Als dann noch Stefans älterer Bruder Damon auftaucht, der von Elena ebenfalls angezogen ist, überschlagen sich die Ereignisse. Stefan wird misstrauisch, denn er weiß, dass Damon nichts Gutes im Schilde führt. Elena wird in eine Welt hineingeworfen, von deren Existenz sie bislang nichts geahnt hat.

### Erste Staffel

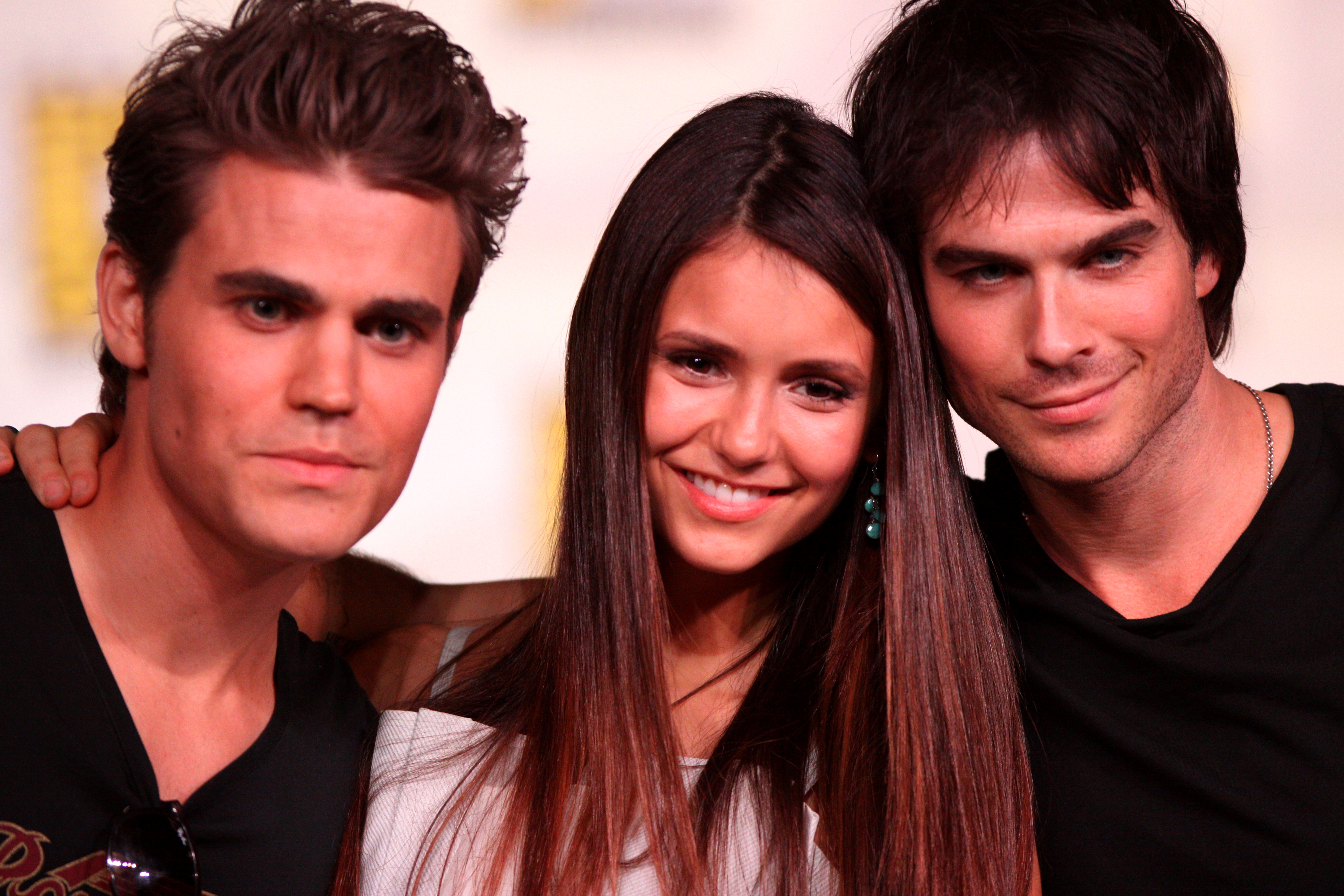
Paul Wesley, Nina Dobrev und Ian Somerhalder bei der Comic-Con in San Diego. (2012)

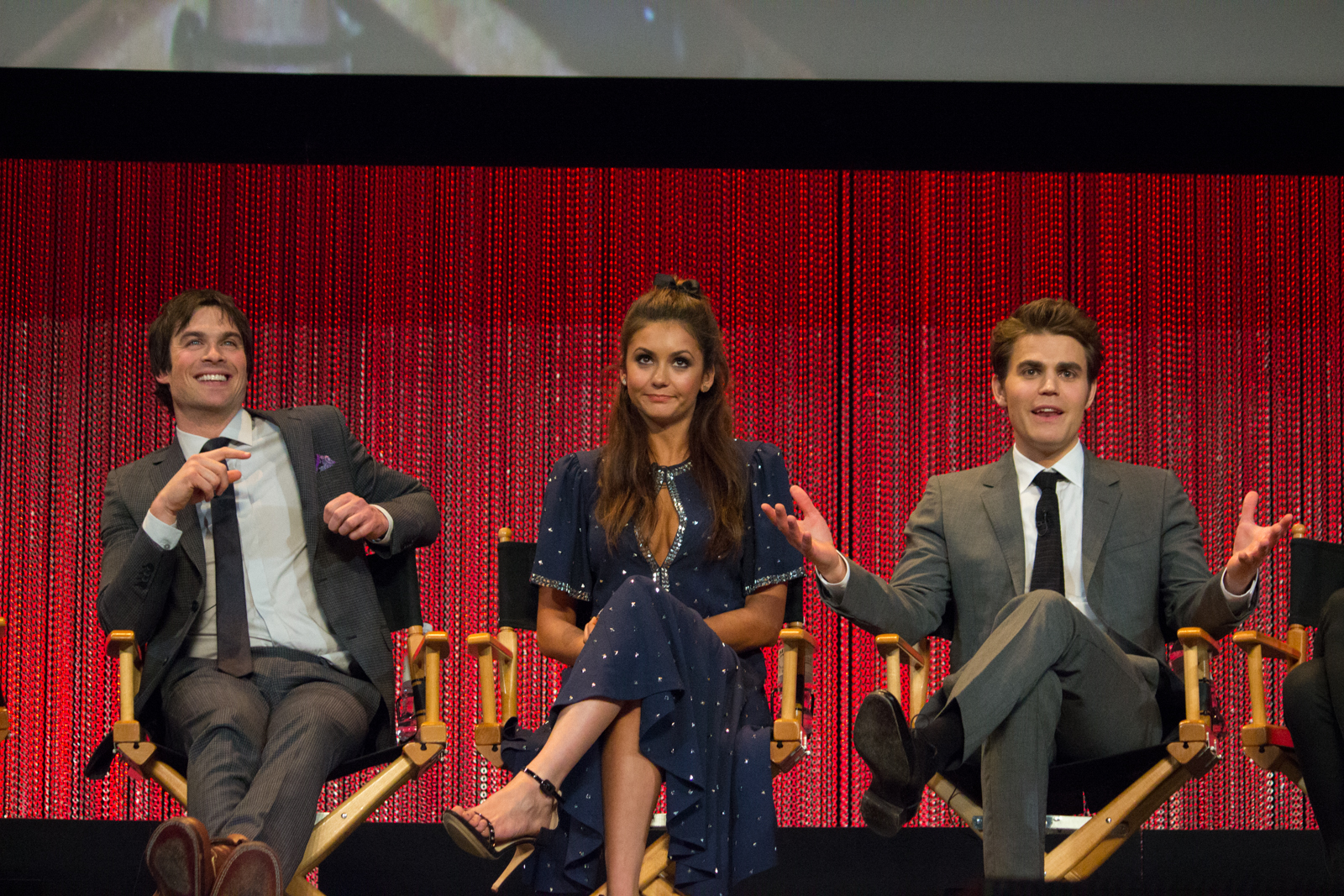
Ian Somerhalder, Nina Dobrev und Paul Wesley beim PaleyFest 2014

Nach dem Tod ihrer Eltern wohnen Elena und Jeremy Gilbert nun gemeinsam mit ihrer Tante Jenna Sommers in ihrem Elternhaus. Stefan Salvatore, jugendlich aussehend, taucht als neuer Schüler an deren Highschool auf und fasziniert Elena, gerade mal 17 Jahre alt, sofort. Sie kommen im Laufe der Staffel zusammen. Später eröffnet dieser ihr, dass er ein jahrhundertealter Vampir sei, jedoch versucht, sich von Tierblut zu ernähren. Bereits zu Beginn der Serie taucht auch Stefans 7 Jahre älterer Bruder Damon auf, ebenfalls ein Vampir, der sich aber lieber menschliche Opfer sucht, und infolgedessen für die mysteriösen „Tierangriffe“ in Mystic Falls verantwortlich ist. Damon bringt jede Menge Ärger mit sich, ist aber dennoch an Elena interessiert. Stefan plant mehrmals im Laufe der Staffel Damon umzubringen, vor allem, als dieser seinen menschlichen „Neffen“ Zach umbringt. Allerdings hatte Stefan Damon zuvor in ein Verlies gesperrt, ihm seinen magischen Tagslicht-Ring (den alle Vampire in der Serie tragen, um in der Sonne nicht zu verbrennen) weggenommen und ihn aushungern lassen. Es wird klar, dass Stefan, der immer allen als gut erscheint, seinen Bruder Damon sowohl hasst als auch fürchtet und eine extrem schlechte Meinung von ihm hat. Damon fängt etwas mit Elenas Freundin Caroline an. Er benutzt sie, trinkt ihr Blut und manipuliert sie. Damons Devise: Menschen jagen, Blut trinken, Gedächtnis löschen – nicht notwendigerweise die Opfer auch töten. Von Stefans „Tierblutdiät“ hält er nichts: sie schwächt Vampire, macht sie nur noch hungriger.
Mit Elenas bester Freundin Bonnie Bennett und dem Geschichtsprofessor Alaric Saltzman gesellen sich eine Hexe und ein Vampirjäger in den Kreis des Paranormalen. Später findet Elena heraus, dass die Salvatore-Brüder so viel Interesse an ihr haben, weil sie das Ebenbild von Katherine Pierce (alias Katerina Petrova) ist, die früher ein Verhältnis mit beiden hatte. Katherine soll seit 145 Jahren mit anderen Vampiren in einer Gruft eingesperrt sein. Hexen und Vampire wurden 1864 in Mystic Falls aufgegriffen, lebend in eine Kirche gesperrt und das Gebäude von den Einwohnern angezündet. Nur wenige konnten sich in eine tiefere, magisch versperrte Gruft retten. Mit dem Auftauchen eines Kometen über Mystic Falls ergibt sich die Möglichkeit, diese Gruft nach langer Zeit magisch wieder zu öffnen. Viele andere Personen haben ebenfalls ein Interesse daran diese zu öffnen. Besonders Damon verspürt das Verlangen danach, weil er im Gegensatz zu Stefan immer noch, seit 1864, in Katherine verliebt ist und ihr nachtrauert. Katherine hat aber eine sowohl schwere als auch hinterhältige Vergangenheit, was erst später bekannt wird. Sie spielte mit beiden Brüdern ein böses Spiel, bevorzugte jedoch immer Stefan.
Nach der Öffnung der Gruft, in der Katherine zur großen Enttäuschung Damons gar nicht war, hat Mystic Falls wieder mit einem „Vampir-Problem“ zu kämpfen, das vom Gründerrat mit Hilfe einer Erfindung von Elenas Urgroßvater gelöst werden soll und zum Teil auch blutig gelöst wird. Damon muss erkennen, dass Katherine, während er auf sie so lange gewartet hatte, auf der gesamten Erde unterwegs gewesen ist und ihn schlichtweg vergessen hatte. Anna, ein Vampir, in den sich Jeremy verliebt hat, stirbt und mit ihr auch ihre Mutter Pearl, die Anna aus der geöffneten Gruft gerettet hat.
Jeremy erbt von seinem Vater einen der beiden magischen „Gilbert-Ringe“. Später wird bekannt, dass Elena eigentlich von den Gilberts adoptiert worden war und ihr leiblicher Vater „Onkel“ John ist.

### Zweite Staffel
Katherine, die Elena völlig gleicht, taucht auf der Flucht vor dem Urvampir Klaus, der mit ihr eine offene Rechnung hat, wieder in Mystic Falls auf und gibt sich vorerst als Elena aus, womit sie Damon und Stefan für einen Moment täuschen kann. Caroline, die nach einem Autounfall etwas von Damons Blut bekommen hat, wird von Katherine getötet und somit zum Vampir. Anfangs hat sie nur wenig Kontrolle über ihren Blutdurst, doch Stefan lehrt sie, sich zu beherrschen.
Mason Lockwood, der Bruder des verstorbenen Bürgermeisters, taucht wieder auf, um den Mondstein zu finden. Er ist ein Werwolf und nach einigem Hin und Her erzählt er seinem Neffen Tyler von dem Fluch, der auf der Familie Lockwood liegt und auch was passieren muss, damit dieser ausgelöst wird.
Auf der Suche nach dem Mondstein, der dazu benötigt wird, den Sonne-Mond-Fluch aller Vampire aufzuheben, bringt Katherine Jenna durch Gedankenmanipulation dazu, sich vor Elenas Augen ein Messer in den Bauch zu rammen. Um weitere Menschen vor Katherine und deren Eifersucht zu beschützen, trennt Elena sich einstweilen von Stefan. Durch einen Hinterhalt gelingt es ihnen, Katherine in der magischen Gruft einzusperren.
Elena wird nun entführt und an Elijah, welcher neben seinem Bruder Klaus einer der Urvampire ist, ausgeliefert, der sie zur Aufhebung des Sonne-Mond-Fluches opfern will. Bei ihrer Rettung wird Elijah von Damon und Stefan gepfählt, erwacht jedoch wieder zum Leben. Später will Elena sich freiwillig ausliefern und sich opfern, um der Gefahr auf andere durch die Urvampire ein Ende zu setzen. Die Urvampire sind die ursprünglichen unsterblichen „Vampir-Originale“, von der alle Vampire abstammen, eine über 1000 Jahre alte brutale Wikingerfamilie, die es nach Nordamerika verschlagen hatte. Dort trafen sie auf Indianer und Werwölfe (Skinwalker). Um die Werwölfe zu bekämpfen, ließen sie sich erstmals in Vampire verwandeln. Urvampire sind kaum zu töten.
Die Brüder Salvatore finden jedoch heraus, dass es einen magischen Dolch gibt, mit dem man einen Urvampir in einen todesähnlichen Zustand versetzen kann. Es gelingt ihnen, Elijah damit zu erdolchen, woraufhin Katherine aus der Gruft entkommt, da das magische Siegel gebrochen worden ist. Später taucht auch Klaus, ein Hybrid aus Vampir und Werwolf, selbst auf, woraufhin mit Bonnies Hilfe Pläne geschmiedet werden, wie man Klaus töten könne. Denn Klaus benötigt für seine Werwolf-Pläne das Blut einer menschlichen Doppelgängerin. Nachdem Elena Elijah aus seinem Zustand befreit hat, stellt sich heraus, dass auch dieser Klaus tot sehen möchte. Elijah berichtet Elena, dass es keinen Sonne-Mond-Fluch für Werwölfe oder Vampire gibt. Diesen hat sich Klaus ausgedacht, um seine Suche zu vereinfachen. Durch den Fluch wird vielmehr die Werwolfseite von Klaus blockiert. Um diesen Fluch zu brechen, ist für das blutige Ritual neben dem Mondstein ein Vampiropfer, ein Werwolfopfer sowie ein menschliches Doppelgängeropfer nötig – also Elena. Nachdem Caroline, die ursprünglich als Opfer vorgesehen war, sich mit Tyler hat befreien können, soll Jenna, die von Klaus in einen Vampir verwandelt wird, geopfert werden, wie auch Jules, die die Werwolfrolle bei dem Ritual innehat. Um Elena zu retten, hatte Damon ihr sein Blut aufgezwungen, damit sie als Vampir weiterleben kann und für das Opfer nicht mehr in Frage käme. Damit ist Elena jedoch nicht einverstanden; gemeinsam mit Bonnie wenden sie einen Zauber an, der Elenas Leben an Johns, Elenas leiblicher Vater, bindet. Klaus wird getäuscht.
Nachdem das Ritual abgeschlossen ist und Klaus sowohl Jenna und Jules, als auch vermeintlich Elena umgebracht hat und seine Werwolfseite aktiviert worden ist, hat Elijah die Möglichkeit, ihn zu erdolchen. Er lässt jedoch seinen Bruder laufen, da dieser verspricht, ihn wieder mit seiner Familie zu vereinen, die Klaus in Särgen weggesperrt hat. Später stößt Klaus dennoch seinem Bruder einen Dolch ins Herz. Elena kommt dank des Zaubers als Mensch zurück ins Leben, jedoch stirbt dafür John, da Elenas Leben an seines gebunden worden war. Das Ritual ist jedoch durch die inkorrekte Abfolge „verunreinigt“, wie die Konsequenzen später zeigen. Elenas Blut ist unbrauchbar.
Damon wurde in einem Kampf mit Tyler Lockwood, der zum Werwolf wurde, von diesem gebissen. Da der Biss eines Werwolfs einen Vampir langsam und unheilbar tötet, versucht Stefan doch noch ein Heilmittel für Damon zu finden. Er erfährt, dass nur das Blut von Klaus dem Hybriden einen Vampir von einem Werwolfbiss retten kann. Er liefert sich schlussendlich Klaus und seinen sadistischen Forderungen aus, um an das Heilmittel zu kommen und seinen Bruder zu retten. Die Staffel endet damit, dass Jeremy seine zwei verstorbenen Exfreundinnen Vicky und Anna sieht. Es zeigt sich später, dass Jeremy die Fähigkeit hat, hellsichtig Kontakt mit verstorbenen Paranomalen aufzunehmen.

### Dritte Staffel
Seit Jennas Tod kümmert sich deren Freund Alaric Saltzman um die Waisen Elena und Jeremy Gilbert.
Nach der Heilung Damons ziehen Stefan und Klaus durch das Land und hinterlassen überall Blutbäder. Klaus hat das Ziel, aus Werwolfsrudel eine ihm ergebene Hybridenarmee zu erschaffen, was ihm ohne Elena, welche er für tot hält, jedoch nicht möglich ist. Ihr vor dem Ritual abgezapftes Blut (noch mit Vampir-Bestandteilen) ist magisch wertlos. Stefan findet dabei heraus, dass er in den 1920ern eine enge Freundschaft zu Klaus und dessen Schwester Rebekah pflegte, welcher die Erinnerung daran durch Gedankenmanipulation aus Stefans Gedächtnis gelöscht hat. Die unterdrückte Erinnerung wird von Klaus nun wieder zum Leben erweckt, um ihm Auskunft darüber zu geben, wieso die Verwandlung der Werwölfe nicht funktioniert. Diese Frage kann durch die Urhexe beantwortet werden, das war die Mutter und Erschafferin der Urvampire, Esther. Dazu wird die Kette mit dem Talisman benötigt, die Stefan Elena zu Beginn der Serie geschenkt hat, damals noch gefüllt mit Eisenkraut (Verbena) gegen Gedankenmanipulation. Verbena ist für Vampire giftig und verhindert Gedankenkontrolle an Menschen. Esther gab den Talisman einst an Rebekah, ihre Tochter, weiter, diese Kette kam auf Umwegen zu Stefan.
Katherine und Jeremy finden heraus, dass die Urvampire früher von einem Vampirjäger und Urvampir namens Mikael geflohen sind. Nachdem Katherine auf der Flucht vor Klaus ihn in einem Mausoleum gefunden hat, erweckt sie ihn wieder zum Leben – nichtsahnend, dass dieser sich dank Esthers Zauberei nur von Vampirblut ernährt, und eigentlich der Vater der Urvampire ist, und gleichzeitig ihr größter Feind.
Klaus findet heraus, dass Elena noch lebt und verwandelt mit Hilfe ihres nun gereinigten Blutes Tyler erfolgreich in einen Hybriden, an ihn und seinen Willen gebunden durch ein „Erschaffungsband“. Nachdem Klaus Elena entführt hat, um ihr weiteres Blut abzuzapfen, und Stefan sie retten will, gelingt es Klaus durch Gedankenmanipulation, Stefans Gefühle abzuschalten. Dadurch verletzt er Elena, die später im Krankenhaus wieder aufwacht. Beim Versuch Damons Klaus zu töten, kommt Mikael um, da Klaus in letzter Sekunde durch Stefan gerettet wird. Klaus gibt Stefan daher wieder seine Freiheit. Dieser will jedoch seine Gefühle trotzdem nicht wieder einschalten. Was Elenas Gefühle insgeheim immer mehr in Richtung Damon wandern lässt, der sie zunehmend liebt.
Bonnie findet nach dem Tod ihrer Großmutter („Grams“) einstweilen heraus, dass ihre leibliche Mutter noch am Leben ist und sucht diese auf.
Später kann Elijah alle seine Geschwister von ihrem todesähnlichen Zustand befreien und sie stellen sich gegen Klaus, indem sie auch dessen Mutter Esther wieder zum Leben erwecken. Esther, die als Geist die ganzen Jahre das Leben ihrer Kinder beobachten konnte, ist schockiert über die Bösartigkeit und den Blutrausch dieser. Sie beschließt mit Hilfe eines Zaubers, das Leben ihrer Kinder aneinander zu binden. Ihr Sohn Finn, selbst leid, ein Urvampir zu sein, möchte sich opfern und somit auch seine Geschwister durch den Zauber mit in den Tod nehmen. Der Plan schlägt jedoch fehl, da Esther die Kraft aller Bennett-Hexen für den Zauber braucht, Bonnies und ihrer Mutter. Damon verwandelt in letzter Minute Bonnies Mutter in einen Vampir, so kann Esther ihren Plan nicht fortführen. Finn kann später von Stefan, Elena und Matt gepfählt werden. Dabei stellt sich heraus, dass mit dem Tod eines Urvampires alle seine transformierten Vampirabkömmlinge sterben. Wären alle Urvampire gestorben, wären auch alle Vampire und Hybriden gestorben. Stefan, welcher mittlerweile seine Gefühle wieder hat, möchte Elena zurückgewinnen, diese ist sich aber nicht mehr sicher, welchen der beiden Brüder sie bevorzugt. Sie verschiebt ihre Entscheidung zunächst, so dass Damon und Stefan entscheiden, dass derjenige, der nicht das Mädchen erhält, die Stadt danach verlässt und dem Anderen das Glück gönnt.
Währenddessen passieren in Mystic Falls mysteriöse Morde. Später stellt sich heraus, dass Alaric diese Morde begangen hatte. Alaric besitzt den zweiten „Gilbert-Ring“ von Elenas Onkel John, zu dem er auf Umwegen gekommen ist. Durch die Benutzung seines „Gilbert-Ringes“, der ihn wiederbelebt, falls er durch ein übernatürliches Wesen getötet wird, kommt seine dunkle Seite zum Vorschein: er wird besessen. Esther nutzte seine kurze Zeit im Jenseits jeweils aus und verwandelte dort Alaric in einen Vampirkiller ähnlich Mikael, mit der Aufgabe, Klaus und dessen Geschwister zu töten. Dazu besitzt er von Esther einen speziellen magischen Pfahl aus der letzten Weißeiche, das einzige Mittel, das Urvampire wirklich tötet. Esther bindet jedoch Alarics Leben an das von Elena, damit er nicht ewig lebt, wenn seine Aufgabe erfüllt ist. Damon, Tyler und Stefan gelingt es mit Bonnies Hilfe, Klaus in einen todesähnlichen Zustand zu bringen. Alaric findet den angeketten Körper von Klaus in einem Sarg und kann ihn mit dem Weißeichen-Pfahl erdolchen und somit Klaus vermeintlich töten. Rebekah berichtet anschließend Stefan in einem Telefonat davon, dass, da Klaus nun tot sei, der Deal mit Elijah geplatzt sei und sie sich nun auf den Weg macht, Elena zu töten, da die Urvampire nur so sicher vor Alarics Mordversuchen sind. Während sich Tyler und Caroline verabschieden (Klaus hatte Tyler erschaffen), beginnt dieser sich augenscheinlich in einen Werwolf zu verwandel und schickt Caroline weg, da er nicht möchte, dass sie ihn sterben sieht. Es stellt sich in einem Gespräch zwischen Tyler und Bonnie heraus, dass Klaus von Bonnie in Tyler´s Körper transferiert wurde um vor Alaric sicher zu sein.
Während Matt Elena in seinem Pick-up in Sicherheit bringen möchte, überqueren sie dieselbe Brücke, bei der Elenas Eltern gestorben sind. Elena teilt Damon über das Handy mit, dass sie sich für Stefan entschieden hat. Als sich ihnen Rebekah in den Weg stellt und Matt daraufhin das Steuer verreißt, stürzen Elena und Matt in den Fluss. Stefan kommt zu der Unfallstelle und will Elena retten, diese signalisiert ihm jedoch, dass er zuerst Matt retten solle. Und der gehorcht. Während der Rettung von Matt ertrinkt Elena und daraufhin stirbt auch Alaric, welcher gerade Damon töten will, da dessen Leben als Vampirjäger durch Esther an das von Elena gekoppelt wurde. Elena wird vorerst gerettet, aber stirbt im Krankenhaus mit Vampirblut im Körper und wird zum Vampir. Damon erfährt, dass Elena ebenfalls vor ihrem Tod bei einem Klinikaufenthalt sein Vampirblut durch eine Ärztin erhalten hat, die damit herumexperimentiert hatte. Die Staffel endet mit Elena, die ihre Augen wieder aufschlägt.

### Vierte Staffel
Elena hat den Unfall überlebt, weil sich Damons Vampirblut bei ihrem Tod noch in ihrem Kreislauf befunden hat. Sie hat nun die Wahl, die Verwandlung zum Vampir abzuschließen oder zu sterben. Jedoch wird sie gemeinsam mit Caroline, Rebekah und Stefan von Pastor Young, einem Vampirhasser, gefangen genommen. Nachdem Elena freiwillig die Verwandlung abgeschlossen hat, um nicht zu sterben, werden sie durch Damon befreit. Damon möchte danach sein Versprechen einhalten und die Stadt verlassen, weil Elena sich für Stefan entschieden hatte, aber Stefan bittet ihn zu bleiben und Elena in ihrem neuen Leben als Vampir zu unterstützen. Tierblut verträgt sie nicht, also muss Damon ihr das Jagen und die Kontrolle von Blutdurst beibringen. Und der ist geradezu glücklich darüber, weil Elena nun als Vampir ihm noch näher steht.
Währenddessen will Klaus als Bewusstsein zurück in seinen eigenen sicher aufbewahrten Körper, von welchem er sich am Ende der dritten Staffel gelöst und in Tylers Körper transferiert wurde. (Eine immer mal wieder genutzte Möglichkeit dank des Erbes seiner Mutter, der Urhexe.) Mit dieser Methode konnte er in der Geschichte immer wieder spurlos und unauffindbar verschwinden. Dieses Vorhaben gelingt ihm diesmal mit Hilfe von Bonnie.
Später werden die Paranormalen in Mystic Falls von einem speziellen Vampirjäger namens Connor aufgesucht, der versucht, alle Vampire der Stadt zu töten. Auf Connors Arm befindet sich ein Jägermal, das Jeremy als Einziger sehen kann und der somit ebenfalls als Jäger ausersehen zu sein scheint. Elena versucht unterdessen ihr Leben normal weiter zu leben, was jedoch scheitert. Sie tötet Connor und wird dadurch mit einem Fluch belegt, durch den sie von Geistern zum Selbstmord getrieben werden soll. Sie wird von Damon davor gerettet, der, durch ein Erschaffungsband seit ihrer Verwandlung mit ihr, (angeblich) verbunden ist. Aufgrund der Gefühle, die Elena durch die Erschaffungsbindung für Damon empfindet, so interpretiert das jedenfalls Stefan, trennt sich Elena von Stefan und kommt vorübergehend mit Damon zusammen. Stefan will sie eigentlich wieder menschlich für sich zurück. Die Beziehung Elenas mit Damon leidet unter dem von allen behaupteten „Erschaffungsband“, und weil Damon sich nun ebenfalls nicht mehr sicher ist, was Elena wirklich fühlt. Also schickt er sie bewusst fort, um das angebliche Band zu trennen. Aber das funktioniert nicht, denn Elena als Vampir, nun mit freiem Willen, entscheidet sich dennoch für Damon.
Nachdem Jeremy ein mystischer „Jäger“ von Vampiren geworden ist, überwindet er erfolgreich seinen Instinkt, alle Vampire und auch seine Schwester zu töten. Die Freunde finden heraus, dass er sie durch eine Karte zu einem Heilmittel gegen Vampirismus führen kann. Vor allem will es Elena, und Stefan und Damon machen mit. Gemeinsam machen sich alle auf die Suche danach, selbst Rebekah, die es satt hat, ein Urvampir zu sein. Elena, obwohl sie Damon angeblich liebt, ist sehr unglücklich darüber, ein Vampir zu sein und möchte wieder ein sterbliches Leben. Eine Rückverwandlung, die für Damon selbst noch undenkbar ist, und der nur zu Recht argwöhnt, Stefan wolle nur seine alte menschliche Elena wieder zurückerhalten. Bei der Suche nach dem Grab von Silas auf Nova Scotia, in dem das Heilmittel gegen Vampirismus sich befindet, wird Jeremy – ohne seinen Ring – getötet und der gefährliche Silas unbeabsichtigt wieder zum Leben erweckt. Silas, aus der griechisch-persischen Antike stammend, wurde magisch zum ewigen Leben verdammt durch seine eigene verlassene Braut, eine Zauberin namens Qetsiyah, um für alle Zeiten wegen seiner Untreue eingemauert zu vegetieren und zu versteinern. Ein Heilmittel sollte zwar sein vampiristisch anmutendes ewiges Leben beenden, aber nur um ihn nach dem Tod in ein ewiges Leben für Paranormale zu entführen, und ihn damit ewig von seiner geliebten Amara zu trennen. Silas und Amara sind die unsterblichen Vorbilder für alle später weiter auf der Welt auftretenden Kopien bzw. „Doppelgänger“. Die fünf magisch berufenen Jäger hatten die Aufgabe, das Heilmittel im Grab zu finden und es Silas gewaltsam zu verabreichen, um ihn zu töten. Es gibt allerdings vom Heilmittel nur eine einzige Dosis. Da sich Katherine ebenfalls heimlich auf Nova Scotia herumtreibt, entwendet sie das Heilmittel um es bei Elijah als Tauschmittel für ein Ende der Verfolgung durch Klaus einzusetzen. Denn Klaus sieht das Mittel eher als potentielle Waffe an, um ihn zu töten.
Zurückgekehrt nach Mystic Falls, erträgt Elena den Tod von Jeremy nicht. Also bringt Damon sie nach einem Nervenzusammenbruch mit der Erschaffungsbindung (oder gutem Zureden) dazu, ihre „Menschlichkeit“ und damit ihr Gewissen, ihre Empathie und die Emotionen vorübergehend abzustellen, eine Gabe, die die Raubtierspezies der Vampire besitzt. Dadurch verbrennt sie einfach emotionslos ihr eigenes Haus mit Jeremys Leiche darin, da voller Erinnerungen, um diese loszuwerden.
Unterdessen verlässt Klaus Mystic Falls und zieht zusammen mit seinem Bruder Elijah und den anderen Urvampiren nach New Orleans.
Der wiedererweckte Silas, der sein Erscheinungsbild beliebig verändern kann und den Freunden nach Mystic Falls gefolgt war, versucht, mit Bonnies Hilfe, die Grenze zwischen dem Reich der Lebenden und der (paranormalen) Toten zu durchbrechen. Er möchte diese einst künstlich erschaffene Dimension zum Einsturz bringen und so in ein menschlichesJenseits gelangen, gemeinsam mit Amara. Ein Durchbrechen gelingt ihm schließlich auch vorübergehend, wodurch in Mystic Falls durch das Erscheinen inzwischen verstorbener Paranormaler wie Alaric, Lexi (Alexia, eine alte Freundin Stefans), der Urvampir Kol und der Vampirjäger Connor das reinste Chaos herrscht. Da es Bonnie gelingt, die Grenze wieder zu schließen, kann vorerst das Schlimmste verhindert werden. Bonnie kann ihren verstorbenen Freund Jeremy (da Jäger) wieder zum Leben erwecken, bezahlt dafür aber mit ihrem eigenen Leben: sie wird ein Geist. Jeremy kann sie jedoch weiterhin noch sehen und mit ihr kommunizieren.
Nachdem Elena ihre Gefühle wieder angestellt hat, ist das Erzeugerband zu Damon endgültig gebrochen und sie stellt fest, dass ihre Gefühle für Damon tatsächlich echt sind, obwohl Damon ein schwieriger Fall ist. Die beiden werden wieder ein Paar. Silas kann vorerst durch Bonnie besiegt und versteinert werden, glaubt man jedenfalls. Zuvor hatte er von Elijah das Heilmittel entwendet, welches nun Elena in die Hand bekommt. Katherine Pierce taucht wieder in Mystic Falls auf, die bereits in Nova Scotia ihre Rolle hatte. Später verabreicht Elena der sie wütend angreifenden Katherine im Kampf das Heilmittel, um das eigene Leben zu retten, wodurch sich Katherine wieder in einen Menschen verwandelt. Und nur schlecht damit fertig wird.
Aufgrund Elenas Entscheidung für Damon, beschließt Stefan die Stadt zu verlassen. Vorher möchte er aber den zwischenzeitlich durch Bonnies Magie unschädlich gemachten Körper Silas’ in einen großen Tresor einschließen und in einem nahe gelegenen See versenken. Plötzlich steht Silas aber lebendig vor ihm: durch den Tod Bonnies war ihre Magie wirkungslos geworden. Silas offenbart Stefan erstmals sein wahres Gesicht: Er sieht genauso aus wie Stefan, da dieser ein Doppelgänger von ihm ist. Nach dieser Offenbarung überwältigt er Stefan mühelos, sperrt ihn in den Tresor und versenkt ihn an seiner Stelle lebendig im See. Wo Stefan immer und immer wieder, alle paar Minuten, als Vampir erwacht und wieder ertrinkt.

### Fünfte Staffel
Elena und Damon verbringen gemeinsam einen sehr glücklichen Sommer. Stefan ist fort. Elena hat dabei von Zeit zu Zeit das Gefühl, dass mit Stefan etwas nicht stimmt, traut sich aber nicht, ihn anzurufen, da er ja absichtlich abgereist war. Elena und Caroline gehen danach zusammen auf das Whitmore College in einer nahen Stadt. Von Bonnies Verschwinden ahnen sie nichts – offiziell macht sie eine Weltreise. Die Frauen versuchen so normal wie möglich zu leben, bis sie bemerken, dass auf dem College irgendetwas nicht stimmt. Ihre Zimmergenossin, die in irgendeinem Verhältnis zu Elenas Vater und den Whitmores steht, wird auf mysteriöse Weise während einer Party in ihrem Zimmer getötet. Die Tatsache, dass es sich um Mord handelte und sie von einem Vampir ermordet wurde, wird vertuscht.
In der Zwischenzeit erfährt Damon, dass Bonnie seit längerem tot ist. Gemeinsam mit Jeremy sucht Damon nach Möglichkeiten, sie wieder unter die Lebenden zu bringen. Silas taucht am Ende auf und gibt sich als Stefan aus.
Endlich stellt sich nach vier Monaten heraus, dass der echte Stefan verschollen ist und offenbar von Silas in einem tiefen Gewässer versenkt worden ist. Damon organisiert schon die Suche. Der wurde jedoch inzwischen von Qetsiyah gefunden und befreit, die über den Doppelgänger nach Silas sucht. Qetsiyah, die verlassene rachsüchtige Braut, gehörte wie Silas einer Gruppe von (ägyptischen Magieren, Romet = spätere) „Travellern“ an, das heißt „durch das Land Reisenden mit Zauberkräften“, aus denen die späteren paranormalen Hexen sich entwickelten. Amara war ihre Dienstmagd, in die sich Silas verliebt hatte und daher seine Braut vor dem Altar stehen ließ. Auf der magischen Suche wird Stefans Gehirn von der Hexe Qetsiyah quasi verbrannt, so dass er sich lange an nichts mehr erinnern kann.
Der 2000 Jahre alte Unsterbliche Silas sucht nun nach einem Weg, um zu sterben. Aber ohne in das paranormale Jenseits zu gelangen, wo Qetsiyah auf ihn warten würde. Nein, er will zu Amara ins normale Jenseits, wie bereits erzählt. Sein Ziel daher ist weiterhin, das paranormale Jenseits zu zerstören. Katherines Blut mit dem verabreichten Heilmittel gegen Unsterblichkeit darin stellt sich nun als neues Heilmittel heraus und Silas saugt ihr das Blut mit dem Heilmittel aus, um sterblich zu werden. Das Heilmittel hatte nur ihre Vampirseele körperlich unterdrückt – sie stirbt nun körperlich scheinbar an Blutverlust, doch Katherine erwacht überraschend wieder. Doch kann der weiterhin menschliche Körper mit seinen 500 Jahren die Vampirseele ohne Heilmittel im Blut nicht ertragen. Katherine stirbt daran zwar nicht gleich, sondern beginnt rapide zu altern, so dass sie binnen ein paar Wochen sterben wird.
Silas, der seiner Braut die große Liebe vorgespielt hat, um an ein Unsterblichkeitsmittel zu kommen, erfährt, dass seine Geliebte Amara aber überhaupt nicht tot ist, sondern den Anker zur anderen Seite, zur paranormalen jenseitigen Welt darstellt. Amara erträgt es nicht länger, trinkt von Silas Blut ebenfalls das Heilmittel. Durch ein Ritual wird Bonnie zum neuen Anker zwischen Diesseits und dem paranormalen Jenseits, um das Jenseits der Paranormalen zu retten, kehrt also „lebend“ nach Mystic Falls zurück, und Silas und Amara können endlich als Menschen sterben. Stefan erholt sich wieder.
Das Whitmore Institut ist eine sehr üble medizinische Einrichtung einer Geheimgesellschaft der Gründer der Stadt, die wie in Tierversuchen sich dem Studium von lebenden Vampiren widmet – durch grausamste Sezierung und Amputation von Organen und Gliedmaßen aller Art am lebenden Objekt, Stromschläge, Verbrennungen, psychologische Folter, Aushungern, Demütigungen. Die Daten verwendet man für lukrative Geschäfte, Vampirpräparate für experimentelle Heilungen oder Verjüngungskuren. Und dies seit Jahrzehnten. Bei einer Party für Bonnie Bennett führt Damon ein Gespräch mit Dr. Wes Maxfield aus dem College, der insgeheim seinen Assistenten Jesse in einen Vampir verwandelt und durch ein von ihm entwickeltes Mittel zu einem Vampirblut trinkendes Monster verwandelt hat. Elena pfählt Jesse, als dieser versucht Damon zu töten. Wenig später wacht der betäubte Damon in einer Zelle auf, in deren Nebenzelle Elena eingesperrt ist, an der man ebenfalls Experimente machen will. Dank Stefan werden sie gerettet, auch Enzo, der noch immer im Institut in Haft war, und der insgeheim voller Hass auf Damon und Stefan ist... Damon erzählt Elena während der Haft, dass er in den 1950er Jahren schon einmal hier war und fünf Jahre lang von der Familie Whitmore gefoltert und auf jede nur denkbare und schändliche Weise misshandelt wurde; Familienmitglieder, die allesamt „Vampirforscher“ waren. Sie versuchten die Vampirrasse auszulöschen. Damon erzählt, wie er nach fünf Jahren mit Hilfe seines Zellenkumpans Enzo (Lorenzo St. John) fliehen konnte, doch im tobenden Brand des Hauses musste er diesen hilflos zurücklassen, da er einfach den Stahlkäfig Enzos nicht aufbekam. Damon schaffte es nur zu fliehen, indem er seine Menschlichkeit abschaltete, um dann viele, viele Jahre lang traumatisiert die Welt unsicher zu machen. Von Stefan kam in all dieser Zeit keine Hilfe, noch interessierte der sich für den Aufenthaltsort Damons. Anschließend machte Damon es sich zur Aufgabe, jeden Nachkommen der Whitmores bis auf einen zu töten, und immer so fort, über Generationen hinweg. Mit dabei bei den Folterungen waren auch der Großvater Gilbert und der Adoptivvater von Elena, Dr. Gilbert. Als Elena die gesammelten Daten ihres Vaters trotz Damons Schilderung gutheißt, „weil sie Menschen heilen könnten“, aber Damons Rache verurteilt, trennt sich Damon höchst verärgert von Elena, mit der Ausrede: als Monster und Vampir eben „nicht gut für sie zu sein“.
In der Zwischenzeit schafften Caroline und Katherine es, Stefans Trauma zu beseitigen. Katherine und Stefan verbringen die Nacht miteinander. Die mittellose Katherine liegt kurz danach im Sterben, aus Mitleid aufgenommen bei den Salvatores, da sie aufgrund des fehlenden Heilmittels in ihrem Blut rapide altert und die 500 Jahre Zeit sie einholen. Ihre aufgetauchte Tochter Nadia Petrova, ein Vampir, setzt alles daran, ihre Mutter zu retten. Nadia gehört, wie alle Petrovas und deren Nachkommen (bis hin zu Elena), ebenso zu den „Travellers“, zu den herumziehenden heimatlosen Reisenden, die auf die Antike und auf die Urhexe zurückgehen. Die Spezialität der Traveller ist die Übernahme von lebenden Körpern durch ihr übertragenes Bewusstsein, d. h. durch Bewusstseinstausch, Seelentausch. Während alle im Wohnzimmer der Salvatores sitzen, Bourbon trinken und Katherines Ende feiern, sitzt Elena allein bei ihr, um ihr zu vergeben. Kurz bevor sie stirbt, greift Katherine Elenas Kopf, spricht einen von Nadia gelernten Spruch und nimmt Elenas Körper in Besitz. Katherines Körper stirbt, doch ihr Geist lebt in Elena weiter. Daraufhin gibt sich Katherine als Elena aus. Ihr Körper soll nun dauerhaft Katherine gehören. Damon versucht sich wieder mit Elena auszusöhnen, wird aber von Katherine als vermeintliche Elena kalt und sehr verletzend abgewiesen und tötet später in Rage, unter Enzos bösem Einfluss, Elenas Freund Aaron Whitmore, den letzten Whitmore, den er eigentlich begnadigt hatte.
Katherine, die immer Stefan geliebt hat, verfolgt nun den Plan, wieder mit ihm zusammenzukommen. Die anderen merken nach einiger Zeit, in der sich Elena, in Wirklichkeit jedoch Katherine, merkwürdig verhalten hat, dass es sich um Katherine handeln muss, die in Elenas Körper haust. Da Nadia von einem Werwolf gebissen wurde, benutzen sie Nadia als Lockvogel, um Katherine zum Hause der Salvatores zu locken. Sie wird im Kreis verurteilt und getötet und Elena hat damit wieder Kontrolle über ihren eigenen Körper. Als böses Abschiedsgeschenk hatte Katherine in Elenas Körper zuvor eine Spritze injiziert, die das Gift enthält, das auch Jesse zugeführt wurde, jedoch befindet sich auch noch zusätzlich Werwolfgift darin. Sie wird damit zum Vampirkiller, der sich vom Blut der Vampire ernähren muss. Auch Damon wurde im Institut dasselbe Gift injiziert, nur ohne Werwolfgift, seitdem wurde er zeitweise immer weggesperrt. Beide verbringen nun die meiste Zeit getrennt voneinander in Sicherheitsverwahrung, Elena magisch eingesperrt im leeren Studentenheim und Damon angekettet im Salvatore-Verlies. Telefonieren aber lange miteinander.
Um das Heilmittel für Damon und Elena zu beschaffen, welches die Travellers entwickelt hatten, liefert Stefan sich die Travellern aus. Da Elena halluziniert und Damon sich unendliche Sorgen macht, brechen beide aus um sich zu suchen. Gerade als Elena und Damon sich aussprechen, taucht Enzo als Vermittler auf, um ihnen das Heilmittel zu übergeben. Damon gesteht Elena, dass er es war, der Aaron getötet hat, weil ihn Katherine als Elena so sehr verletzt hatte. Daraufhin trennen sich Elena und Damon vorerst wieder einmal, obwohl sie sich lieben. Stefans Gehirn wird genutzt, um den letzten lebenden Doppelgänger namens Tom Avery ausfindig zu machen, einen Sanitäter. Die Traveller wollen, dass jeweils nur noch ein Doppelgänger existiert, um das Blut der letzten beiden magisch zu nutzen. Caroline wird in Begleitung von Enzo losgeschickt, um diesen zu finden. Enzo tötet wie abgemacht den Doppelgänger Tom. Doch Enzo nimmt Stefan und Elena als Geisel, um herauszufinden, wer die Liebe seines Lebens, Maggie, getötet hat. Enzo hatte in der Gefangenschaft Maggie, die die Protokolle in Whitmore geführt hatte, als Freundin gewonnen, manipuliert aber dann ihr Gedächtnis und schickte sie weg. Ursprünglich derjenige in der Haft, der Damon emotional aufrechterhalten hatte, ihm Hoffnungen gemacht hatte, Stefan in Schutz genommen hatte, hasst Enzo nach 70 Jahren Haft und Folter voller Neid nun alle anderen, vor allem die Salvatore-Brüder. Damon gesteht die Tat, denn Maggie wollte ihn in New York mit Verbena betäuben und ihn dann nach Whitmore zurückbringen. Er wusste nicht, dass die Frau Enzos Maggie war. Woraufhin Enzo seine Gefühle abstellt und Elena entführen will. Stefan holt ihn ein und tötet Enzo.
Da die Andere Seite, das künstlich geschaffene Jenseits der Paranormalen, ein Ort wo alle toten übernatürlichen Wesen leben die keinen Frieden in einem menschlichen Jenseits gefunden haben, immer weiter zu zerfallen beginnt, ist es Enzo möglich, Stefan und Damon von dort als Geist zu terrorisieren. Um dies zu stoppen, verspricht Damon, dass er Enzo von der anderen Seite zurückholen wird. So beginnt die Suche nach einer Möglichkeit, Leute von der Anderen Seite zurückzuholen. Unglücklicherweise kommt Marcos, ein 1500 Jahre alter Bösewicht, mit Hilfe eines inszenierten Massenmordes seiner Anhänger zurück. Die Travellers, eine Splittergruppe der Hexen, die alle nicht-natürliche Magie ablehnt und bekämpft, also alle andere Magie außer ihrer eigenen, beginnen unter Marcos mit einem Zauberspruch, der alle Geistermagie auflöst, so dass weltweit nur noch die wahre Magie der Travellers funktioniert; in Wellen ausgehend beginnend in Mystic Falls. Das ist der Grund, warum die Gemini-Hexen die Travellers bekämpfen und durch den Tod der Doppelgänger den Zauber aufhalten wollen. Dieser Zauberspruch macht ebenfalls die Verwandlung in einen Vampir rückgängig und lässt sie somit sofort sterben, so dass Damon, Stefan, Caroline und Elena sofort Mystic Falls verlassen müssen, um nicht ebenfalls zu sterben. Stefan wird auf dem Weg von einem Traveller, der in Tylers Körper Passagier ist, getötet. Der Spruch wirkte jedoch nur mittels des Blutes beider Doppelgänger, die Welle wird gestoppt. Damit reicht die Anti-Magie-Blase rund um Mystic Falls nur 15 Meilen weit. Dieses Gebiet nehmen die anreisrnden Traveller nun als ihr Territorium in Besitz und moppen alle übrigen Bewohner hinaus.
Enzo und Bonnie benutzen Liv, eine Hexe aus dem alten Hexenzirkel der Geminis, um einen Zauberspruch zu wirken, der es Stefan und Enzo ermöglichen soll, von der anderen Seite zurückzukehren. Dafür brauchen sie erneut ein Massenopfer von Travellern. Sheriff Liz Forbes organisiert ein Fest in einer Bar mit Freigetränken, um möglichst viele Traveller dorthin zu locken. Dank einer sabotierten Gasleitung lösen Damon und Elena, die nun wieder ein Paar sind, eine Explosion aus, indem sie mit dem Auto in die Gaststätte rasen und dabei sterben. Fast alle Travellers sind beim Feiern und sterben dabei, mit ihren Wirtskörpern. Mit Hilfe von Livs Zauberspruch kehren Alaric, Stefan, Elena, Enzo, Tyler und Livs Zwillingsbruder Luke wieder in die Welt der Lebenden zurück. Doch Liv hält leider nicht bis zum Ende durch – Damon und Bonnie bleiben im paranormalen künstlichen Jenseits zurück, welches zusammenbricht. Und Elena verzweifelt wegen des Todes Damons, dem nichts anderes übrig bleibt, als unsichtbar Abschied zu nehmen.

### Sechste Staffel
Elena bittet Alaric nach vier Monaten, sie zu manipulieren, da sie den Verlust von Damon nicht mehr aushalten kann: sie möchte nicht „die halbe Ewigkeit als Vampir mit seelischem Schmerz verbringen“. Und Alaric Saltzman, kein Psychotherapeut, macht es und verwandelt zusätzlich jede positive Erinnerung an Stefans Bruder in eine negative. Elena vergisst, Damon je geliebt zu haben, beginnt Medizin zu studieren, und beginnt mit einem Studienkollegen namens Liam auszugehen. Kurz darauf wird der Vampir Alaric dann dank der Ärztin Jo Parker per Reanimation in Mystic Falls wieder in einen Menschen verwandelt – dadurch verschwindet Elenas Chance, ihre Erinnerungen vielleicht wiederzubekommen. Damon und Bonnie sind derweil in einem unbewohnten Paralleluniversum gefangen, in dem in Mystic Falls für immer der 10. Mai 1994 ist. Sie suchen vergeblich nach Möglichkeiten, wieder zurückzukommen. Vier Monate leben sie freundschaftlich und eigentlich harmonisch zusammen. Schnell bemerken sie dann, dass sie nicht allein sind, sondern ein junger Mann namens Kai Parker aus dem Gemini-Hexenzirkel auch dort gefangen ist. Das Paralleluniversum ist das Gefängnis für den psychopathischen Kai. Da er seine ganze Familie ermordet hatte, wurde er von seinem Hexenzirkel dorthin verbannt. Kai ist ein Energiesauger, der einen „Aszendenten“ als magisches Gerät dabei hat. Bonnie schafft es damit, Damon wieder zurückzubringen, bleibt aber mit Kai ungewollt zurück, der sie tyrannisiert. Kurze Zeit später gelingt es auch Kai zu entkommen, jedoch bleibt auch dieses Mal Bonnie wieder zurück.
Inzwischen hatte Stefan alle Hoffnung aufgegeben, Damon je wiederzusehen, hatte Mystic Falls verlassen und hatte sogar jeden Kontakt zu Caroline abgebrochen, doch Caroline und Enzo spüren ihn auf. Enzo tötet Stefans neue Freundin und bringt damit den wütenden Stefan zurück nach Mystic Falls. Verzweifelt seinen Bruder vermissend, sitzt er in der Gruft der Salvatores und trifft dort plötzlich auf den zurückgekehrten Damon – die Freude ist auf beiden Seiten sehr groß. Weniger dann, als Damon, der Elena unheimlich vermisst hatte, erfahren muss, dass Elena ihn nicht nur schon nach vier Monaten vergessen hat, sondern ihn verabscheut und nicht einmal mit ihm sprechen will. Nur durch Zureden der anderen tut sie es dann doch. Sie erinnert sich zwar nicht, aber mit der Zeit kehren zumindest die Gefühle für Damon wieder zurück. In der Zwischenzeit wird der Freundeskreis immer wieder von Kai tyrannisiert.
Elenas betreuende Ärztin als Studentin, Jo, verliebt sich in Alaric Saltzman und er sich in sie. Es stellt sich heraus, dass Jo dem Gemini-Zirkel angehört, aber ihre Magie aufgegeben hatte. Außerdem ist sie Kais Zwillingsschwester und dem Massaker durch ihn damals nur knapp entronnen. Liv und Luke sind ihre und Kais jüngsten Geschwister. Bei den Geminis wird erwartet, dass ein Zwillingspaar mit 22 Jahren psychisch zu einer Person verschmilzt und dadurch die Kräfte als neuer Anführer des Zirkels bündelt. Der Schwächere Zwilling stirbt. Weder Liv noch Luke möchten dies allerdings. Kai dagegen wünscht sich eine Verschmelzung mit einem der Geschwister, um Chef des Gemini-Zirkels zu werden. Schließlich nimmt Luke die Herausforderung von Kai an, und verliert, was bedeutet, dass Luke stirbt, da Kai gewinnt. Kai schmiedet sogleich Rachepläne. Bei diesen Vorgängen hatte Kai die magische Blase der Travellers als Energieblase abgesaugt und beseitigt, so dass die Freunde wieder nach Mystic Falls zurückkehren können.
Jo Parker und Alaric Saltzman werden ein Paar und verloben sich schließlich, als Jo bemerkt, dass sie mit Zwillingen schwanger ist.
Caroline entdeckt ihre Gefühle für Stefan, obwohl er sie mit seiner Art immer wieder wegstößt. Nachdem Carolines Mutter an einem Hirntumor stirbt, verkraftet sie das nicht und beschließt ihre Menschlichkeit für ein Jahr abzuschalten. Und verbietet sich jede Einmischung der anderen. Da die anderen sie zurückholen wollen, beschließt Caroline, die einzige Nachfahrin der Salvatores namens Sarah (aus der Linie des späteren Halbbruders der Salvadores Mitte 19. Jahrhundert) gefangen zu nehmen, die Stefan adoptieren ließ und von der Damon nichts weiß. Die Information hatte sie vom rachsüchtigen Enzo. Caroline erpresst Stefan mit Sarahs Leben, seine Menschlichkeit abzuschalten, was er schlussendlich auch tut. Daraufhin versuchen Alaric und Enzo, sie gefangen zu nehmen.
Die Freunde schaffen es, dank Liv, Jeremy, Kai und anderer, Kontakt mit Bonnie aufzunehmen und ihr in der Parallelwelt Hinweise für eine Rückkehr zu geben. So schaffte es Bonnie, mit der Energie des Altars der Qetsiyah von Nova Scotia und einem Aszendenten selbst zurückzukehren, und sie besucht als erstes Damon, und man umarmt sich mit großer Freude. Auf ihrem Videogerät hat sie eine entdeckte Dame in einer der Gefängniswelten der Geminis gefilmt – es ist die Mutter der Salvatore-Brüder.
In diese weitere Gefängniswelt der Geminis für 1903 waren Bonnie und Damon, mit Kais Hilfe, nochmals zurückgereist, und waren tatsächlich auf Lily, die Mutter von Stefan und Damon, gestoßen. Sie war nicht weggesperrt an der Schwindsucht Mitte 19. Jahrhundert gestorben, wie der tyrannische Vater es den Kindern erzählt hat. Man erfährt weitere Details aus der traurigen Kindheit der Brüder. Lily wurde zum Vampir und Ripper, die mit weiteren Vampiren (genannt „Häretiker“) 3000 Menschen getötet hat. Darum hatten die Geminis sie in ein anderes Paralleluniversum gesperrt, zumal Lily und ihre neuen „Kinder“ nicht nur Vampire, sondern auch energiesaugende, verstoßene Gemini-Hexen waren, wie Kai. Dennoch wird Lily zurückgebracht, und mit dem Versprechen, die anderen auch zurückzuholen, bringt man sie dazu, die liebende Mutter für Stefan zu spielen, obwohl ihr Stefan und Damon völlig egal sind; sie betrachtet sie noch nicht einmal mehr als ihre Söhne. Doch durch sie schaltet Stefan innerlich seine Menschlichkeit wieder an, und Stefan legt später auch Carolines Schalter, durch Erinnerungen an ihre Mutter wieder um. Die Rückkehr von Lily und ihren Häretikern bringt nichts Gutes, es kommt zu Morden in Mystic Falls.
Bonnie hatte tatsächlich auch das Heilmittel gegen Vampirismus aus der Parallelwelt mitgebracht. Stefan will es nicht, Damon hat Angst Elena zu verlieren, Elena will es dennoch nehmen, sie träumt bereits von einem menschlichen Leben, Mann und Kinder – wenn sie könnte. Daher will auch Damon, der sich im Lauf der Jahre durch den Einfluss von Elena sogar zum Besseren gewandelt hat, dass Elena es nimmt und er werde es ebenfalls, nach ihr nehmen und wieder zum Menschen werden. Alaric findet es gut, Stefan ist geschockt und will nicht alleine zurückbleiben, und kaum hat Elena es getrunken, und damit die gelöschte Erinnerung reaktiviert, fällt ihr wieder ein, dass Damon eigentlich vor einiger Zeit noch unbedingt Vampir bleiben wollte. Also bittet sie Stefan, ihn auf seine Ernsthaftigkeit zu „testen“ als ob sie es darauf anlegen würde, dass Damon durchfällt. Die Beziehung hatte, wie leider vorhergesagt, sich tatsächlich verändert.
Damon besteht jedoch, hat alles durchdacht und entscheidet sich schließlich, das Heilmittel mit Elena zu nehmen. Er will nur die Hochzeit von Jo Parker, mit Zwillingen schwanger, und Alaric Saltzmann abwarten. Doch Jos Zwillingsbruder Kai taucht während der Feier auf und verursacht ein Blutbad unter den Gästen und den anwesenden Gemini-Verwandten. Jo sticht er in den Bauch und tötet sie. Um sein Leben wegen schweren Verletzungen zu retten, muss sich Tyler Lockwood (der Hybrid) wieder zum Werwolf verwandeln und damit den Fluch reaktivieren. Elena wird durch einen Fluch Kais in ein unheilbares Koma versetzt. Der Fluch wird an das Leben von Bonnie gebunden: Elena wird erst wieder erwachen, wenn Bonnie tot ist. Damit will er Damon zwingen, zwischen Elena und Bonnie zu wählen. Doch Damon überlistet Kai und bringt ihn um und rettet die schwerverletzte Bonnie.
Den traurigen Überlebenden bleibt nur übrig, von Elena Abschied zu nehmen, die die nächsten 60–70 Jahre schlafend in einem weggesperrten Sarg verbringen wird, bis eben Bonnie stirbt.
In der letzten Szene sieht man, wie viele Jahre bereits nach Elenas „Tod“ vergangen sind und wie Mystic Falls zur verwüsteten Geisterstadt wurde. Durch die Stadt ziehen die Schergen Julians und auch sonstiges normales und paranormales Gesindel.

### Siebte Staffel
Fünf der sechs Häretiker (Nora, Valerie, Beau, Malcolm, Mary Louise) sind jetzt frei und leben in Mystic Falls mit Lily, ihrer sogenannten Ersatzmutter. Malcolm und der verschollene Oscar sterben. Damon und Alaric befinden sich zusammen mit Bonnie im Urlaub in Europa, um über den Kummer hinwegzukommen, und veranstalten Saufgelage. Bonnie versucht die beiden im Auge zu behalten. Matt hat die Ausbildung in der Polizeiakademie abgeschlossen. Stefan und Caroline entscheiden sich gute Freunde zu bleiben, trotz ihrer Gefühle füreinander.
Während des Aufenthalts in Amsterdam versucht Alaric eine Verbindung mit seiner toten Frau über einen Wahrsager zu bekommen, aber niemand kann ihm helfen. In Mystic Falls versuchen Stefan, Caroline und Matt vergeblich, die Häretiker durch eine Explosion zu töten. Auf der Abschlussfeier der Polizeiakademie nehmen die Häretiker Rache und töten alle Polizeianwärter außer Matt. Daraufhin schließen Stefan und Lily ein Abkommen: Die Häretiker dürfen weiter in Mystic Falls leben, allerdings werden die gesamten restlichen Einwohner, mit der Aussage, dass unter der Stadt ein Minenfeuer lodert, evakuiert. Stefan und Caroline finden wieder zueinander.
Alaric erfährt von dem Phönix-Stein, durch den es möglich sein soll, Tote wiederzubeleben. Auch Lily sucht nach diesem Stein, um ihren Geliebten, Julian, einen sehr alten, mächtigen und brutalen Vampir, wiederzuerwecken. Valerie will dies jedoch verhindern, da Julian sie damals so verprügelt hatte, dass sie ihr gemeinsames Kind mit Stefan verlor. Valerie war damals von Lily auf Stefan angesetzt worden, um Informationen zu bekommen, und hatte sich in Stefan verliebt. Julian wollte aber unbedingt das Land verlassen, und ohne Valerie wäre Lily nicht gegangen. Nachdem Valerie das Kind verloren hatte, brachte sie sich um, hatte aber Vampirblut wegen ihrer schweren Verletzungen in sich, und erwachte als Vampir.
Zu Damons Entsetzen und endloser Wut hatte Lily mit Kai, den Bonnie in der Gefängniswelt von 1903 zurückgelassen hatte, paktiert. Kai bringt die Häretiker zurück, und dafür wird Elena zum Koma verdammt und mit Bonnies Leben verbunden, um Damon und Bonnie zu bestrafen. Lily wird von Stefan aus Sicherheitsgründen im Kellerverlies eingesperrt, doch von Enzo und durch eigene Magie wieder befreit. Enzo war damals mittellos mit Lily zusammen gereist und von ihr zum Vampir gemacht worden. Insgeheim liebt Enzo Lily.
Durch Bonnie gelingt es, Jo als Leiche scheinbar ins Leben zurückzuholen. Erst hinterher erfahren Bonnie und Alaric, dass in dem Phönix-Stein nur Seelen von getöteten Vampiren wohnen und nun eine Vampirseele (Florence) in Jos Körper wohnt. In diesem Stein befindet sich auch die Vampirseele Julians. Da der menschliche Körper ohne Heilmittel mit einer Vampirseele inkompatibel ist, stirbt Florence kurze Zeit später. Weiterhin stellt sich heraus, dass der Gemini-Zirkel kurz vor Jos Tod die Zwillinge aus purer Not heraus magisch gerettet hatte und diese sich jetzt in Carolines Bauch befinden.
Mit Hilfe der Magie der restlichen Häretiker, des Phonix-Steins mit einem speziellen Schwert, und der aufgebahrten Leiche Julians gelingt es Lily, Julian wiederzubeleben. Enzo, in Lily verliebt, wird daher abgewiesen. Stefan, der erfahren hat, dass Julian sein ungeborenes Kind getötet hatte, und Damon, der erfahren hat, dass es Lilys Idee war, in Absprache mit Kai, das Leben von Elena an Bonnie zu binden, aus Hass auf Damon, beschließen beide, Julian aus Rache umzubringen. Beide scheitern damit. Die Häretiker hatten zwischenzeitlich einen Bindungszauber zwischen Lily und Julian erschaffen, um Julian zu schützen. Nachdem Lily, Nora und Beau überzeugt worden sind, dass Julian Valeries Kind umgebracht hat, stellen sie sich gegen ihn. Da Julian Damon und Stefan töten will, pfählt sich Lily selbst, um Julian durch den Bindungszauber mit zu töten. Der Zauber wurde jedoch inzwischen von Mary-Louise aufgehoben, wodurch das Opfer umsonst war. Julian, entsetzt, rennt davon. Damon und Stefan werden bei der Verfolgung Julians beide mit Hilfe seines „Phönix-Schwertes“ nacheinander in den Phönix-Stein im Schwertknauf gebannt. Dieser Ort ist wie eine Hölle, in der Vampirseelen durch seelische Qualen leiden müssen. Durch Bonnies und Valeries Hilfe entkommen beide dem Stein, aber traumatisiert, mit langen Phasen von Halluzinationen.
Stefan und Damon haben durch die Zeit im Phönix-Stein noch lange Wahnvorstellungen. Durch diese fährt Damon zu Elenas Sarg, den Tyler versteckt hatte, und verbrennt sie. Zuvor tötet er fast Tyler, bis er wieder zur Vernunft kommt. Angetrieben durch die Trauer, Entsetzen über sich selbst und Wut fährt Damon zu Julian, um sich von ihn und seinen Schergen töten zu lassen, wird auch fast von Julian getötet; Stefan und Valerie retten ihn jedoch rechtzeitig. Damon kann aus Verzweiflung noch nicht mal gegenüber Stefan zugeben, warum er sich umbringen lassen will. Erst später schafft er das. Mit Hilfe von Valerie gelingt es Stefan dann auch, Julian zu töten. Es stellt sich außerdem heraus, dass Tyler Elena vorher aus dem Sarg genommen hatte und sie somit nicht verbrannt ist. Mit Hilfe von Matt Donovan wird Enzo gefangen genommen, der Damon zuvor absichtlich bezüglich Elena im Unklaren gelassen hatte. Denn Enzo wusste genau, dass Elena nicht verbrannt war und heimlich in Sicherheit gebracht worden ist, nämlich durch die „Waffenkammer“.
Die Häretiker erhalten mysteriöse Postkarten von der Jägerin Rayna Cruz. Rayna Cruz ist durch einen schamanischen Zauber unempfindlich gegenüber Magie und hat insgesamt acht Leben. Ihr Werkzeug ist das besagte Schwert mit dem Phönix-Stein im Knauf, welches sich Julian angeeignet hatte. Die Spitze verursacht kreuzförmige Wunden. Die Jägerin ist extrem schnell, extrem stark und weiß immer ganz genau, wo ihre Opfer sind, die sie vor der Jagd mit der Schwertspitze kennzeichnet. Die Narbe verbindet Rayna mit ihren Opfern. Bereits seit über einem Jahrhundert jagt sie Vampire. Als Nora, Mary-Louise und Bonnie die Jägerin ausfindig machen, treffen sie in einer Nervenheilanstalt nur eine alte Frau. In Abwesenheit von Nora und Mary-Louise überwältigt die alte Frau Bonnie durch eine List und gibt sich als Rayna Cruz zu erkennen. Enzo kommt Bonnie in letzter Sekunde zur Hilfe. Nachdem Bonnie jedoch kurz den Raum verlassen hat, flieht Enzo mit der alten Frau.
Es wird deutlich, dass Enzo für die Waffenkammer arbeitet, eine geheime Institution die seltene Relikte und magische Gegenstände sammelt. Nachdem Rayna Cruz als alte Frau in einer Zelle der Waffenkammer gestorben ist, erwacht sie als junge Frau wieder und entkommt aus der Zelle. Nachdem sie von Enzo ihr Schwert erpresst hat, macht sie wieder Jagd auf Vampire. Im Krankenhaus werden derweilen Alarics Zwillinge von Caroline geboren. Aus Angst, sie könnten die Jägerin anlocken, verlassen Nora, Mary-Louise und Beau das Krankenhaus, doch Beau wird von ihr getötet. Die beiden anderen Häretiker werden von der Waffenkammer gefangen genommen. Im Krankenhaus kommt es zum Kampf zwischen Damon und Rayna. Im letzten Moment, bevor Rayna mit dem Phönix-Schwert Damon töten wird, geht Stefan dazwischen und wird von dem Schwert getroffen. Er überlebt zwar, ist aber nun durch eine Narbe gekennzeichnet, wodurch Rayna immer weiß, wo er sich befindet, und erst aufhört ihn zu jagen, wenn er tot ist. Doch Rayna hat nur acht Leben, und Damon gelingt es, sie mehrmals zu töten. Nachdem sich ebenfalls herausgestellt hat, dass mit dem endgültigen Tod von Rayna auch alle gekennzeichneten Vampire sterben, flieht Stefan widerwillig zusammen mit Valerie und lässt Caroline allein, die sich mit Alaric um die Zwillinge kümmert. Damon, der es satt hat, sich von allen die Schuld geben zu lassen, oder andere in Gefahr zu bringen, und sich total verlassen, missverstanden und ungeliebt fühlt, beschließt, sich freiwillig in einen Sarg neben der Elenas bis zu deren Wiedererwachen zu legen und sich langsam bewusst austrocknen zu lassen. Was für Vampire eine große Qual darstellt. Die anderen, so glaubt er, kommen ohne in besser aus, keiner mehr da, der sie in Gefahr brächte – wie die anderen immer sagen –, und daran können die bösen bitten Worte von Stefan und Bonnie wegen seines Vorhabens nichts ändern. Die legen seine „Flucht“ als verantwortungslose Feigheit und Gleichgültigkeit aus. An Alaric und Bonnie hinterlässt er einen Abschiedsbrief. Bonnie liest ihn aus Wut nicht mal.
Es folgt ein Sprung von drei Jahren. Rayna macht weiterhin Jagd auf Stefan, der mit Valerie durch die Welt reist, ohne dass Valerie ihm erklärt, dass sie ja die Narbe hätte weitergeben können. Aber dann wäre er ja wieder bei Caroline. Das geht gut, bis Stefan zum Ärgernis von Valerie verzweifelt Damon im eingelagerten Sarg in New Jersey aufweckt. Außerdem hat Rayna Caroline als Geisel für Stefan genommen. In einem Fernsehstudio treffen Stefan und Damon daraufhin auf Rayna, die anbietet, Stefans Narbe auf Damon übergehen zu lassen. Stefan gelingt die Flucht und Rayna verfolgt ihn. In Rückblenden erfährt der Zuschauer, wie Stefan die letzten drei Jahre zusammen mit Valerie geflohen ist, Caroline mit Alaric zusammenkam und die Waffenkammer Rayna Cruz gefangen genommen hatte und mit Hilfe ihres Blutes Tabletten entwickelte, welche Magie unterdrückt. Enzo rettete Bonnie vor der Waffenkammer, die die Magie der Hexe orten konnte, gab ihr die magieunterdrückenden Tabletten und versteckte sie in einer Waldhütte. Die beiden verliebten sich ineinander und wurden ein Paar.
Mit Hilfe von Enzo schleuste sich Bonnie in eine Nervenheilanstalt ein, um dort Kontakt zur Schwester der Waffenkammer-Leiterin Alex St. John, namens Virgina St. John, herzustellen und herauszufinden, warum die Waffenkammer hinter Bonnie her ist. Wie es sich ergibt, ist Alex eine bisher unbekannte Verwandte Enzos. Von Virginia erfährt Bonnie, dass sich im Keller eine geheimnisvolle Gruft befindet, in der das absolut Böse herrscht. Diese wurde vor vier Jahren magisch versiegelt und nur eine Bennett-Hexe kann sie wieder öffnen. Niemals dürfe man sie öffnen, berichtet Virginia. Alex hört jedoch immer wieder ihre andere Schwester Yvette aus der Gruft rufen, wo sie vor vier Jahren versehentlich eingesperrt wurde, und daher will Alex die Gruft unbedingt öffnen.
Rayna Cruz findet Stefan auf einem Flugplatz und tötet ihn mit dem Phönix-Schwert, kurz bevor Valerie fertig ist, die Narbe auf Damon zu übertragen. Die schwer kranke Mary-Louise und Nora, welche von der Waffenkammer freigelassen wurden, sind ebenfalls auf den Flugplatz. Enzo erfährt, dass die Tabletten mit Raynas Blut giftig für Hexen sind. So auch für Bonnie. Marie-Louise musste täglich eine solche Tablette nehmen und hat nun nur noch kurze Zeit zu leben. Rayna entdeckt die beiden Häretiker und macht Jagd auf sie, verliert dabei aber ihr Schwert mit Stein im Auto der beiden. Zusammen beschließen Marie-Louise und Nora, das Schwert und den Stein zu zerstören, wodurch aber auch beide Häretiker in einer berührenden Szene umkommen. Durch die Zerstörung des Phönix-Steines sind alle darin gefangenen Vampirseelen wieder frei, Tausende, jedoch nicht im richtigen Körper. Sie fuhren einfach in für sie noch geeignete. Stefans Seele steckt somit in einem alkoholkranken Busfahrer, der gerade einen Unfall gebaut hat und dadurch vor der Polizei flieht, währenddessen in Stefans Körper ein Massenmörder-Vampir steckt. Der Massenmörder flieht und muss wieder eingefangen werden, während der Körper mit Stefan mitten in einem Schneesturm zu erfrieren droht, doch rechtzeitig von Damon gefunden wird. Mit Hilfe der Hexe Valerie gelingt es, Stefan wieder rechtzeitig in seinen Körper zu stecken.
Bonnie fängt nun auch an, durch die Tabletten krank zu werden, die sie vor der „Waffenkammer“ verstecken sollen. Zusammen mit Rayna Cruz entwickeln Enzo und Damon den Plan, für Rayna alle aus dem Phönixstein entkommenen Vampire umzubringen, dafür erhält Bonnie Raynas restliche Lebenskraft. Nachdem es nicht gelungen ist, mit Hilfe von Caroline, Damon, Stefan, Alaric und Matt alle Vampire aus dem Phönix-Stein zu töten, bittet Damon die Waffenkammer im Austausch für die Öffnung der Gruft um Hilfe. Dadurch werden alle restlichen entkommenen Vampire von der Waffenkammer getötet. Bonnie öffnet widerwillig die Gruft. Als Alex und ihre Crew hinuntersteigen, werden sie von einer unsichtbaren Kraft angegriffen. Nachdem Bonnie die komplette Villa der Waffenkammer mit einem Bann belegt hatet, so dass keiner aus dieser mehr entkommen konnte, stecken die Crewmitglieder in der Villa fest und werden dort vom Bösen aus der offenen unterirdischen Gruft getötet.
Rayna Cruz übergibt derweil ihr restliches Leben an Bonnie. Während sie stirbt offenbart sie Damon überraschend, dass nun Bonnie die neue Jägerin wird und ebenfalls nicht ruhen wird, bis alle Vampire tot sind. Bonnie wehrt sich im Schlaf gegen die Bürde der Jägerin und will lieber sterben. Durch eine List gelingt es Damon, Bonnie so zu provozieren, dass sie aufwacht. Ab sofort macht sie Jagd auf ihre Vampir-Freunde. Der Jägerinnen-Fluch kann nur gebrochen werden, wenn die Leiche des letzten Schamanen, der an dem damaligen Zauber beteiligt war, verbrannt wird. Dieser Leichnam befindet sich jedoch in der Villa der versiegelten Waffenkammer. Nachdem Alarics Zwillinge den Schutzzauber Bonnies abgesaugt haben, geht Damon in die Villa und verbrennt den Schamanen, wodurch Bonnie wieder normal wird. Allerdings hört er plötzlich Elenas Stimme, geht tiefer in die Gruft hinein und verfällt dem Bösen. Auch Enzo geht in die Gruft um Damon zu helfen und wird von einem Wesen in die Tiefe gezogen. In der letzten Szene sieht man Damon und Enzo in einer Lagerhalle, wie sie zahlreiche Leichen aufgehängt haben.

### Achte Staffel
Damon und Enzo sind immer noch verschwunden und werden von der Sirene Sybil beeinflusst. Sybil will in Strömen von Menschenblut baden und Menschenfleisch essen, und die beiden sollen für Nachschub sorgen, indem sie gefangene willenlos gemachte Menschen, die irgendetwas im Leben verbrochen haben, in einem ehemaligen Schlachthaus zum Sterben aufhängen wie Schlachtvieh. Beide versuchen gegen die Sirene geistig anzukämpfen und ihre restliche Menschlichkeit zu bewahren, doch das ist fast unmöglich. Sybil wird wiederum vom Teufel Arcadius dazu gezwungen, böse Menschen aufzusuchen und ihre Seelen an ihn zu übergeben. Das Auffinden einer Stimmgabel gegen Sirenengesang durch Alaric hilft nur vorübergehend.
Caroline und Alaric haben die neue Nanny Seline eingestellt, die sich später als Sybils „Schwester“ und ebenfalls Sirene herausstellt und auf der Suche nach ihr ist. Die beiden wurden vor Tausenden vor Jahren aus ihrem Dorf verbannt, weil sie hellsehen konnten. Um auf der öden Insel zu überleben, haben sie und Sybil, zunächst unwissend, Schiffe angelockt und Menschenfleisch gegessen. Als Sybil dies erfuhr, wollte sie sich umbringen und Seline ging einen Deal mit Cade (Teufel Arcadius) ein: Sie versprachen ihm zu dienen, und ihm böse Seelen zu übergeben die dann bei ihm in der Hölle leiden sollen, oder solche geeignete Menschen zum Bösen zu verführen, wenn er im Gegenzug ihnen ewiges Leben schenkt und Schutz vor der Hölle. So wurden sie zu übermenschliche Sirenen.
Enzo kann zumindest Reste seiner Persönlichkeit bewahren und streut auf den Mordtouren Hinweise, die Stefan, Caroline und die anderen entdecken. Sarah, die letzte Verwandte der Salvatores, die Damon noch versucht vor sich zu retten, wird von Sybil getötet. Enzo gelingt es, aus den Klauen der Sirenen zu entkommen. Damon entdeckt später, dass Seline Alarics entführte Kinder Lizzie und Josie für sich selbst und ihre Schwester Cade als Ersatz anbieten will, damit sie endlich frei von Cade sind. Stefan findet dies durch Damon ebenfalls heraus und bietet Cade sich und Damon anstelle von den Zwillingen als Sklaven für Cade an. Cade ist einverstanden – vorerst sollen sie für ein Jahr dienen, sofern Stefan dann aufhören möchte wären sie frei. Cade spekuliert, dass Stefan dann nicht mehr aufhören will. Stefan nimmt noch zu Weihnachten Abschied von Caroline. Gemeinsam schalten die Brüder dann ihre Gefühle aus und suchen für Cade nach verdammten Seelen. Wobei Stefan sich nicht mit bösen Menschen begnügt, sondern aus reinem Vergnügen zu morden beginnt und sogar Damon bedroht, der ihm zu lasch ist.
Caroline schafft es noch, Damon zu Weihnachten die Halskette Elenas, das Talisman der Urhexe Esther, die sie selbst von Elena als Geschenk erhalten hatte, zuzuspielen. Dadurch beginnt Damon wieder immer mehr aufzuwachen, während Stefan ihm die Kette entreißt, und Damon muss sie aus dem Autofenster werfen. Dennoch kehrt er heimlich zur Wiese zurück, um sie nochmals aufzuheben. Stefan denkt jedenfalls bald nicht mehr daran, je wieder mit den Morden aufzuhören. Bei einem Besuch in Mystic Falls entledigt Damon sich endgültig Sybils Beeinflussung, die Kette Elenas haltend. Während Caroline und die anderen von Stefan tyrannisiert werden. Wie es sich trifft, ist das fast ein Jahr her, seitdem der Pakt mit Cade geschlossen worden ist.
Matt findet derweil seinen Vater Peter Maxwell wieder und erfährt, dass seine Familie väterlicherseits die ursprünglichen Gründer von Mystic Falls sind. Es gibt eine magische Kirchenglocke, der der Klöppel fehlt – das ist die Stimmgabel, und eine zu findende Kugel. Der Klang vernichtet das gesamte bösartige Gesindel in und um Mystic Falls, wenn sie zwölfmal ertönt. Nur Matts Familie als Schmiede dieser Glocke können sie auch zum Klingen bringen. Was nicht dazu gesagt wird: der zwölfte Schlag vernichtet wie eine riesige Bombe auch die Stadt und Umgebung. Matt wird von Stefan manipuliert, diese Glocke zu schlagen und darf erst aufhören, wenn er Damon wegen Vicky verzeiht – was der nicht kann.
Damon wurde zwar wieder wach, aber bei eingeschalteter Menschlichkeit fällt er psychisch wegen all der furchtbaren Dinge in eine katatonische Schockstarre und starrt reglos vor sich hin. In seinem Bewusstsein findet man nur Höllenfeuer und Qual. Caroline und Bonnie klinken sich telepathisch in sein Unterbewusstsein ein, wo Damon sich hinter anderen Personen versteckt und sich selbst als 1864 verstorbenen Soldaten sieht. Indem sie mit den Personen interagieren und Damon verzeihen, lösen sie ein Teil seines Traumas. Stefan, der wegen Cade Damon benötigt, um weiter zu morden, klinkt sich ein und wird von Damon auf dem Friedhof erwartet, um ihm zu vergeben, dass er ihn 1864 zu einem Monster und Vampir gemacht hat. Als Stefan sich telepathisch brüstet, dass Mystic Falls bald zerstört sein wird, wird Damon überraschend wach, schaltet Stefan aus und kann Matt gerade noch beim 11. Glockenschlag stoppen. Die Glocke wird verwahrt, und Damon ist wie ausgewechselt, entschuldigt sich bei Matt, Bonnie und sonst allen möglichen Leuten, die er mal verletzt hat. Er will nie wieder Unschuldige töten.
Leider reichte der 11. Glockenschlag aus, um den Teufel Arcadius wieder auf die Welt zu holen. Cade tötet Sybil und Seline, da er sie nicht mehr für nützlich hält. Zunächst planen die Freunde Cade das Heilmittel geben. Bonnie und Enzo wollen es aus Elenas Blut entnehmen. Cade zwingt Damon und Stefan, den Pakt weiter einzuhalten; entweder muss jeder binnen eines Tages 100 Seelen zur Hölle schicken oder jeweils des anderen Freundin, sprich Caroline und Elena. Stefan macht sich auf um Bonnie zu suchen, die Elenas Sarg besitzt. Er will Elena töten, um Damon zu bestrafen. Als Stefan Enzo vor ihrer Haustür tötet und Bonnie tödlich bedroht, rammt sie ihm die Spritze mit Elenas Blut in den Körper und damit das Heilmittel. Stefan wird sterblich, wird bewusstlos, und damit ist auch der Pakt mit Cade gebrochen. Beide Brüder sind frei, doch Cade droht, dann eben Stefan als Mensch bald zu töten und in die Hölle zu schaffen. Und führt Stefan vor Augen, was er als Ripper in den 1920er Jahren getan hatte. Nur falls Damon ihm das Buch Alarics mit der einzigen Textstelle bringt, die beschreibt wie Cade zu töten sei, ließe er Stefan vorerst noch am Leben. Damon tut das, doch weiß er noch von Sibyl von einem Dolch, der das kann – und benötigt den Text nicht. Er ist auch den Knochenresten Cades geschmiedet und befindet sich in den Höhlen versteckt.
Durch ihren gewaltigen Schmerz über Enzos Tod erschafft Bonnie inzwischen eine neue Dimension für Enzo und Paranormale und erlangt ihre Kräfte teilweise zurück, die seit langer Zeit wegen Kai verloren gegangen waren. Enzo landet somit nicht in der Hölle und kann immer noch mit Bonnie kommunizieren.
Auch Kai Parker entkam beim 11. Glockenschlag der Hölle. In einem Deal bietet er Cade für seine Freiheit Elenas Sarg an als weiteren Druckmittel gegen Damon, um dessen Seele zu bekommen. Um Elena zu retten, bleibt Damon nichts anderes übrig, als Cade den Dolch anzubieten, aber Stefan nimmt sich zu wichtig und versucht alleine und als Mensch, Cade zu erdolchen, unterstützt vom magischen Glockenklang aus Mystic Falls. Matt muss allerdings aufhören zu läuten, und Stefan landet hilflos am Boden. Als Damon kommt, bietet Cade ihm nur für den Dolch ein einziges Leben an: das von Elena in ihrem inzwischen brennenden Sarg, oder das Leben von Stefan. Das andere Leben geht mit Cade in die Hölle. Nach einem verzweifelten Blick tauscht Damon sein eigenes Leben ein, damit Stefan und Elena überleben, und muss sich für Cade selbst pfählen. Cade schafft ihn als Geist nach draußen, vor die Höhle, um ihn in die Hölle mitzunehmen, während Stefan den Pfahl aus Damons Körper entfernt und Damöns Körper in den Armen hält. Draußen widersetzt sich Damons Geist, als Bonnie herbeieilt und sich Cade in den Weg stellt. Da sie mit Elena verbunden ist, spürte sie die Gefahr. Während sich Cade auf Bonnie in einem geistigen Zweikampf fokussiert, kann Stefan sich anschleichen und Cade von hinten mit dem magischen Dolch erstechen. Cade verbrennt und löst sich in einer Druckwelle auf. Damons Vampirseele wird dadurch in seinen Körper zurückgeworfen. Die Brüder fallen sich mit Tränen in die Arme.
In der Folge „We’re planning a June wedding“ heiraten Stefan und Caroline, Bonnie ist ihre Trauzeugin, Damon leitet die Trauung. Katherine ist nach Cades Tod die neue Höllenfürstin geworden, wie die Freunde nun erfahren. Es ist zu erwarten, dass sie sich an Stefan rächen werde. Katherine hat Matts verstorbener Mutter Kelly dazu beauftragt, diese Hochzeit zu sprengen und im Gebäude der Forbes Feuer zu legen. Denn Stefan gehöre nur ihr. Bonnie und die Zwillinge werden durch den Brandanschlag fast getötet aber schaffen es mit Magie, Kellys Feuer zu löschen. Bonnie, sterbend, trifft Elena geistig wieder und diese bittet sie, zurückzugehen und ihr menschliches Leben weiter zu leben. Enzo unterstützt Elena als Geist, und Bonnie kommt wieder zurück, reanimiert. Kellys Tochter Vicki wurde einen Tag darauf, in einem zweiten Schritt befohlen, die magische Glocke doch 12 mal zu läuten, alle 5 Minuten einmal, unaufhaltsam. Somit würde in Mystic Falls das Höllenfeuer ausbrechen und alle Einwohner lebendig verbrennen.
Im Serienfinale taucht somit Katherine wieder auf, kann aber genau wie Cade, mit einem Dolch aus ihren Knochen getötet werden. Damon will das mit dem Erdolchen übernehmen, muss dabei aber dann bei Katherine bleiben, sie festhalten und im Höllenfeuer gemeinsam mit ihr verbrennen. Das Feuer soll vom Turm aus nach unten unterirdisch zur Gruft gelenkt werden und von dort über Tunnel zum Höllentor der Waffenkammer zurück. Weinend streiten sich die Brüder, wer im Feuer sterben soll. Damon will seinen kleinen Bruder es nicht tun lassen und manipuliert Stefan, der sich widersetzt, dazu, ihm diese schwere Aufgabe zu überlassen, unwissend, dass der Eisenkraut (Verbena) genommen hat und nicht manipuliert werden kann. Stefan kehrt heimlich zurück, injiziert Damon sein eigens Blut und damit das Heilmittel gegen Vampirismus, woraufhin der bewusstlos wird, ergreift die erdolchte Katherine und verbrennt mit ihr im Höllenfeuer, sich selbst opfernd als Sühne für alles, was er getan hat. Als das Höllenfeuer auf seinem Weg ausbricht, und über die Waffenkammer ins Freie will, versucht Bonnie die riesige Feuerwalze richtig zurückzulenken, damit es auch zum Höllentor zurückfließt. Scheint aber nicht stark genug dafür zu sein. Sie bekommt geistige Unterstützung von ihrer Grams und anderen Bennett-Hexen (Ahnen), um das Feuer zu kanalisieren. Indem das Feuer in die Hölle zurückfließt, wird diese offenbar vernichtet. Bonnie bricht zusammen. Caroline ist aufgelöst vor Schmerz.
Kurze Zeit später trifft der verstorbene Stefan im Traum auf Elena und erzählt ihr, was passiert ist: Er hat Damon das Heilmittel gegeben, damit es durch seinen Tod nicht verschwindet und habe sich geopfert. Außerdem wollte er Damon die Chance geben, irgendwann vielleicht doch mit Elena ein menschliches Leben haben zu können. Denn er wäre für sie der richtige, bessere Mann. – Elena erwacht langsam, hört von Bonnie, dass der Zauber (offenbar nach Kais Erlöschen mit der gesamten Hölle und Bonnies Nahtod) aufgehoben werden konnte. Sie eilt zum Friedhof, wo Damon und Caroline in der Gruft Abschied von Stefan nehmen, und kann Damon dann außerhalb in die Arme nehmen. Neben den kleinen Gaben, die die Anwesenden zu Ehren Stefans zurücklassen, befindet sich auch Damons Tageslicht-Ring.
Bonnie ist dann durch die Welt gereist und hat ihr Versprechen an Enzo gehalten ihr Leben zu genießen. Matt ist Sheriff geworden, und Tyler hat mit Vicky zusammen Frieden gefunden. Alaric hat mit Caroline und den Zwillingen eine Schule für paranormale Kinder (Vampire, Werwölfe und Hexen) eröffnet.
Später erfährt man, dass Stefan das ewige Leben offenbar zunächst mit Lexi verbracht hat. Elena und Damon haben wohl geheiratet. Aber in einer Schlussszene sieht man den Raben zur Gruft der Salvatores fliegen, und Damon erscheint wie ein Geist in schwarz daneben, als wäre er noch eine Vampirseele, holt dort auf dem Friedhof eine junge Elena ab, die wie früher im Gras sitzt und in ihr Tagebuch von vergangenen Zeiten schreibt. Er begleitet Elena auf der Straße bis zum (neuen) Haus der Gilberts, wo nach ihrem Tod offenbar ihre Eltern, Onkel John und Jenna mit ihr in Frieden und Glück weiter existieren – ohne Damon. Damon hingegen kehrt in das Haus der Salvatores zurück, wo er von einem auf ihn wartenden Stefan empfangen wird, mit denselben Worten wie zu Beginn der Serie: „Hello, Brother!“ Nur mit liebevoller Umarmung und Freude.

## Produktion
Am 6. Februar 2009 gab The CW bekannt, dass ein Pilotfilm zur Serie in Produktion gehen werde. Kevin Williamson und Julie Plec wurden als Autoren sowie als ausführende Produzenten verpflichtet. Am 19. Mai wurde eine komplette Staffel angekündigt, die ab dem 10. September in den Vereinigten Staaten zu sehen war. Die Dreharbeiten fanden in Covington im US-Bundesstaat Georgia statt. Am 16. Januar 2010 verlängerte The CW Vampire Diaries um eine zweite Staffel und am 26. April 2011 um eine dritte. Nachdem die dritte Staffel weiterhin in den Einschaltquoten stabil geblieben war, gab The CW am 3. Mai 2012 die Verlängerung um eine vierte Staffel bekannt. Am 13. Februar 2013 wurde die Produktion einer fünften Staffel bekanntgegeben. Am 13. Februar 2014 verlängerte The CW die Serie um eine sechste Staffel. Staffel 7 wurde am 11. Januar 2015 genehmigt. Und am 11. März 2016 verlängerte The CW die Serie um eine achte und letzte Staffel mit 16 Episoden.

## Besetzung
Die Serie wurde bei der Cinephon in Berlin vertont. Kathrin Kabbathas schrieb mit Ulrike Lau die Dialogbücher, Martin Schmitz führte die Dialogregie.

### Hauptbesetzung
| Rollenname                        | Schauspieler      | Bild              | Hauptrolle (Folgen) | Nebenrolle (Folgen)                                 | Synchronsprecher  |
| --------------------------------- | ----------------- | ----------------- | ------------------- | --------------------------------------------------- | ----------------- |
| Elena Salvatore, geb. Gilbert     | Nina Dobrev       | Nina Dobrev       | 1.01–6.22           | 7.22 (a), 8.16                                      | Tanya Kahana      |
| Katerina Petrova/Katherine Pierce | Nina Dobrev       | Nina Dobrev       | 2.01–3.09 5.01–5.16 | 1.06, 1.13, 1.20, 1.22, 4.06, 4.14, 4.18–4.23, 8.16 | Tanya Kahana      |
| Amara                             | Nina Dobrev       | Nina Dobrev       |                     | 5.03–5.07                                           | Tanya Kahana      |
| Stefan Salvatore                  | Paul Wesley       | Paul Wesley       | 1.01–8.16           |                                                     | Tommy Morgenstern |
| Silas                             | Paul Wesley       | Paul Wesley       | 5.01–5.07           | 4.19, 4.23, 5.22                                    | Tommy Morgenstern |
| Tom Avery                         | Paul Wesley       | Paul Wesley       |                     | 5.16–5.17                                           | Tommy Morgenstern |
| Damon Salvatore                   | Ian Somerhalder   | Ian Somerhalder   | 1.01–8.16           |                                                     | Ozan Ünal         |
| Bonnie Bennett                    | Katerina Graham   | Katerina Graham   | 1.01–8.16           |                                                     | Julia Kaufmann    |
| Caroline Salvatore, geb. Forbes   | Candice King      | Candice Accola    | 1.01–8.16           |                                                     | Yvonne Greitzke   |
| Matt Donovan                      | Zach Roerig       | Zach Roerig       | 1.01–8.16           |                                                     | Tim Knauer        |
| Tyler Lockwood                    | Michael Trevino   | Michael Trevino   | 1.01–6.22           | 7.03–7.04, 7.11, 7.14 8.03–8.04, 8.10, 8.16         | Julien Haggège    |
| Jeremy Gilbert                    | Steven R. McQueen | Steven R. McQueen | 1.01–6.14           | 6.22, 8.16                                          | Julius Jellinek   |
| Jenna Sommers                     | Sara Canning      | Sara Canning      | 1.01–2.21           | 3.22, 5.11, 8.16                                    | Eva Michaelis     |
| Vicki Donovan                     | Kayla Ewell       | Kayla Ewell       | 1.01–1.07           | 2.22–3.06, 5.11, 5.18 8.10, 8.15–8.16               | Giuliana Jakobeit |
| Alaric Saltzman                   | Matthew Davis     | Matthew Davis     | 1.14–3.22 6.01–8.16 | 1.09–1.13 4.02, 4.22–4.23 5.11, 5.22                | Alexander Doering |
| Niklaus „Klaus“ Mikaelson         | Joseph Morgan     | Joseph Morgan     | 3.01–4.23           | 2.19–2.22, 5.11, 7.14                               | Björn Schalla     |
| Lorenzo „Enzo“ St. John           | Michael Malarkey  | Michael Malarkey  | 6.01–8.16           | 5.09–5.22                                           | Nico Sablik       |

### Nebenbesetzung
Aufgeführt sind nur Charaktere, die in mindestens zwei Folgen aktiv zur Handlung beigetragen haben.
| Rollenname                     | Schauspieler         | Nebenrolle (Folgen)                                                  | Staffeln  | Synchronsprecher       |
| ------------------------------ | -------------------- | -------------------------------------------------------------------- | --------- | ---------------------- |
| Mr. William Tanner             | Benjamin Ayres       | 1.01–1.03                                                            | 1         | Peter Flechtner        |
| Zach Salvatore                 | Chris William Martin | 1.01–1.05, 6.04                                                      | 1, 6      | Sascha Rotermund       |
| Sheriff Elizabeth „Liz“ Forbes | Marguerite MacIntyre | 1.04–6.15, 6.19, 8.03, 8.10, 8.16                                    | 1–6, 8    | Sabine Falkenberg      |
| Logan Fell                     | Chris Johnson        | 1.04–1.06, 1.09–1.10                                                 | 1         | Dennis Schmidt-Foß     |
| Mayor Richard Lockwood         | Rob Pralgo           | 1.04–1.22                                                            | 1         | Florian Halm           |
| Carol Lockwood                 | Susan Walters        | 1.04–4.09                                                            | 1–4       | Andrea Aust            |
| Sheila Bennett                 | Jasmine Guy          | 1.05–1.14, 3.07, 4.01, 4.14, 4.22–4.23, 5.18, 5.20, 5.22, 8.10, 8.16 | 1, 3–5, 8 | Heidrun Bartholomäus   |
| Alexia „Lexi“ Branson          | Arielle Kebbel       | 1.08, 2.15, 3.07, 4.08, 4.17, 4.22–4.23, 5.22, 8.16                  | 1–5, 8    | Anja Stadlober         |
| Emily Bennett                  | Bianca Lawson        | 1.08–1.09, 1.13, 1.20, 2.22, 5.11                                    | 1–2, 5    | Julia Meynen           |
| Noah                           | Dillon Casey         | 1.10–1.12                                                            | 1         | Philip Kazcor          |
| Isobel Flemming-Saltzman       | Mia Kirshner         | 1.11, 1.15, 1.20–1.21, 2.16–2.17                                     | 1–2       | Julia Ziffer           |
| Annabelle „Anna“ Zhu           | Malese Jow           | 1.11–1.22, 2.22–3.07                                                 | 1–3       | Anne Helm              |
| Ben McKittrick                 | Sean Faris           | 1.12–1.14                                                            | 1         | Robin Kahnmeyer        |
| Pearl Zhu                      | Kelly Hu             | 1.13–1.20, 3.07                                                      | 1, 3      | Nana Spier             |
| Harper                         | Sterling Sulieman    | 1.14–1.17, 1.20                                                      | 1         | Nico Sablik            |
| Kelly Donovan                  | Melinda Clarke       | 1.15–1.18, 8.15                                                      | 1, 8      | Sabine Arnhold         |
| Bethanne                       | Jeni Perillo         | 1.15–1.16                                                            | 1         |                        |
| Frederick                      | Stephen Martines     | 1.16–1.17, 3.07                                                      | 1, 3      | Daniel Fehlow          |
| Johnathan „John“ Gilbert       | David Anders         | 1.18–2.01, 2.12–2.21, 5.11, 8.16                                     | 1–2, 5, 8 | Norman Matt            |
| Henry Wattles                  | Evan Gamble          | 1.20, 2.04, 7.10–7.11, 8.10                                          | 1–2, 7–8  |                        |
| Mason Lockwood                 | Taylor Kinney        | 2.01–2.06, 2.10, 3.06–3.07                                           | 2–3       | Sascha Rotermund       |
| Aimee Bradley                  | Tiya Sircar          | 2.03, 2.05, 2.07                                                     | 2         | Nadine Leopold         |
| Sarah                          | Maiara Walsh         | 2.05, 2.07                                                           | 2         | Maria Koschny          |
| Trevor                         | Trent Ford           | 2.08–2.09, 2.19                                                      | 2         | Karlo Hackenberger     |
| Rosmarie „Rose“                | Lauren Cohan         | 2.08–2.12, 3.19                                                      | 2–3       | Ursula Hugo            |
| Elijah Mikaelson               | Daniel Gillies       | 2.08–2.22, 3.08, 3.12–3.15, 3.22, 4.04, 4.18–4.20, 5.11              | 2–5       | Nicolas Böll           |
| Luka Martin                    | Bryton James         | 2.09–2.16                                                            | 2         | Nico Mamone            |
| Dr. Jonas Martin               | Randy J. Goodwin     | 2.09–2.16                                                            | 2         | Ingo Albrecht          |
| Jules                          | Michaela McManus     | 2.11–2.14, 2.20–2.21                                                 | 2         | Katrin Fröhlich        |
| Andie Star                     | Dawn Olivieri        | 2.13–2.15, 2.19, 3.01                                                | 2–3       | Ulrike Stürzbecher     |
| Brady                          | Stephen Amell        | 2.13–2.14                                                            | 2         |                        |
| Maddox                         | Gino Anthony Pesi    | 2.17–2.20                                                            | 2         | Dennis Schmidt-Foß     |
| Greta Martin                   | Lisa Tucker          | 2.19–2.21                                                            | 2         | Kristina von Weltzien  |
| Ray Sutton                     | David Gallagher      | 3.01–3.02                                                            | 3         | Till Völger            |
| Bill Forbes                    | Jack Coleman         | 3.02–3.04, 3.12–3.13                                                 | 3         | Uwe Büschken           |
| Gloria                         | Charmin Lee          | 3.03–3.04                                                            | 3         | Anja Godenschweger     |
| Mikael                         | Sebastian Roché      | 3.03–3.09                                                            | 3         | Erich Räuker           |
| Rebekah Mikaelson              | Claire Holt          | 3.03–3.10, 3.13–4.04, 4.09–5.01, 5.11                                | 3–5       | Nicole Hannak          |
| Esther Mikaelson               | Alice Evans          | 3.08, 3.13–3.15, 3.19–3.20                                           | 3         | Svantje Wascher        |
| Dr. Meredith Fell              | Torrey DeVitto       | 3.10–4.03, 4.15                                                      | 3–4       | Luise Helm             |
| Jamie Bennett                  | Robert Ri’chard      | 3.12, 3.17, 3.20                                                     | 3         | Max Felder             |
| Abby Bennett                   | Persia White         | 3.12–3.21, 4.12, 8.12                                                | 3–4, 8    | Marion Elskis          |
| Kol Mikaelson                  | Nathaniel Buzolic    | 3.13–3.15, 3.19, 4.10–4.12, 4.22–4.23, 5.18                          | 3–5       | Patrick Baehr          |
| Finn Mikaelson                 | Casper Zafer         | 3.13–3.18                                                            | 3         | Martin Kautz           |
| Sage                           | Cassidy Freeman      | 3.16–3.18                                                            | 3         | Victoria Sturm         |
| Pastor Young                   | Michael Reilly Burke | 4.01–4.02                                                            | 4         | Johannes Berenz        |
| Connor Jordan                  | Todd Williams        | 4.02–4.06, 4.22–4.23                                                 | 4         | Torben Liebrecht       |
| April Young                    | Grace Phipps         | 4.02–4.10, 4.19                                                      | 4         | Shandra Schadt         |
| Hayley Marshall                | Phoebe Tonkin        | 4.03–4.09, 4.16, 4.20                                                | 4         | Kaya Marie Möller      |
| Alexander                      | Paul Telfer          | 4.04, 4.22–4.23                                                      | 4         | Roman Wolko            |
| Professor Atticus Shane        | David Alpay          | 4.04–4.17                                                            | 4         | Tobias Nath            |
| Kimberley                      | Alyssa Diaz          | 4.06–4.09                                                            | 4         | Maria Koschny          |
| Adrian                         | Micah Parker         | 4.06–4.09, 4.23                                                      | 4         |                        |
| Rudy Hopkins                   | Rick Worthy          | 4.10–5.01                                                            | 4–5       | Jörg Hengstler         |
| Caitlin Shane                  | Camille Guaty        | 4.13–4.14                                                            | 4         |                        |
| Galen Vaughn                   | Charlie Bewley       | 4.13–4.15, 4.22–4.23                                                 | 4         | Dominik Auer           |
| Will                           | Aaron Jay Rome       | 4.16–4.17                                                            | 4         |                        |
| Silas                          | Raymond Scott Parks  | 4.19–4.22                                                            | 4         | Matthias Rimpler       |
| Nadia Petrova                  | Olga Fonda           | 5.01–5.15                                                            | 5         | Katharina Schwarzmaier |
| Jesse                          | Kendrick Sampson     | 5.01–5.08                                                            | 5         |                        |
| Dianne Freeman                 | Sabrina Mayfield     | 5.01, 5.06, 5.13                                                     | 5         |                        |
| Dr. Wes Maxfield               | Rick Cosnett         | 5.02–5.15                                                            | 5         | Michael Deffert        |
| Qetsiyah/Tessa                 | Janina Gavankar      | 5.03–5.07                                                            | 5         | Marieke Oeffinger      |
| Aaron                          | Shaun Sipos          | 5.05–5.13, 5.16                                                      | 5         | Jan Makino             |
| Sloan                          | Caitlin McHugh       | 5.13–5.19                                                            | 5         | Dana Friedrich         |
| Olivia „Liv“ Parker            | Penelope Mitchell    | 5.13–6.13, 6.21–6.22                                                 | 5–6       | Annina Braunmiller     |
| Lucas „Luke“ Parker            | Chris Brochu         | 5.16–6.01, 6.07–6.12                                                 | 5–6       | Konrad Bösherz         |
| Markos                         | Raffi Barsoumian     | 5.17–5.22                                                            | 5         | Jaron Löwenberg        |
| Dr. Josette Laughlin/ Florence | Jodi Lyn O’Keefe     | 6.01–6.22, 7.04–7.06, 8.16                                           | 6–8       | Svantje Wascher        |
| Liam Davis                     | Marco James          | 6.01–6.08, 6.16                                                      | 6         | Nicolás Artajo         |
| Tripp Cooke                    | Colin Ferguson       | 6.01–6.07                                                            | 6         | Peter Flechtner        |
| Ivy                            | Emily Chang          | 6.01–6.06                                                            | 6         | Mia Diekow             |
| Sarah Salvatore bzw. Monique   | Gabrielle Walsh      | 6.01–6.09                                                            | 6         | Rubina Nath            |
| Malachai „Kai“ Parker          | Chris Wood           | 6.03–6.22, 8.12–8.14                                                 | 6, 8      | Wanja Gerick           |
| Joshua Parker                  | Christopher Cousins  | 6.08, 6.12, 6.21–6.22                                                | 6         | Robin Brosch           |
| Sarah Nelson                   | Tristin Mays         | 6.11–6.18, 8.02                                                      | 6, 8      | Laurine Betz           |
| Colin Phelps                   | Drew Stephenson      | 6.11–6.12                                                            | 6         |                        |
| Lillian „Lily“ Salvatore       | Annie Wersching      | 6.15–7.10                                                            | 6–7       | Katharina Spiering     |
| Valerie Tulle                  | Elizabeth Blackmore  | 7.01–7.18                                                            | 7         | Lisa Braun             |
| Nora Hildegard                 | Scarlett Byrne       | 7.01–7.16                                                            | 7         | Luisa Wietzorek        |
| Mary-Louise                    | Teressa Liane        | 7.01–7.16                                                            | 7         | Lara Trautmann         |
| Beau                           | Jaiden Kane          | 7.01–7.08, 7.13                                                      | 7         |                        |
| Oscar Chompers                 | Tim Kang             | 7.03–7.05                                                            | 7         | Lutz Schnell           |
| Julian Gayle                   | Todd Lasance         | 7.03–7.13                                                            | 7         | Adam Nümm              |
| Josette „Josie“ Saltzman       | Lily Rose Mumford    | 7.04, 7.13–7.14, 7.21–8.16                                           | 7–8       |                        |
| Elizabeth „Lizzie“ Saltzman    | Tierney Mumford      | 7.04, 7.13–7.14, 7.21–8.16                                           | 7–8       |                        |
| Penny Ares                     | Ana Nogueira         | 7.11–7.15, 7.20, 7.22                                                | 7         | Eva Thärichen          |
| Rayna Cruz                     | Leslie-Anne Huff     | 7.12–7.20                                                            | 7         | Esra Vural             |
| Alexandria „Alex“ St. John     | Mouzam Makkar        | 7.14–7.20                                                            | 7         | Susanne Geier          |
| Virginia St. John              | Aisha Duran          | 7.18–8.01                                                            | 7–8       | Wicki Kalaitzi         |
| Dorian Williams                | Demetrius Bridges    | 8.01–8.16                                                            | 8         | Edin Hasanović         |
| Seline                         | Kristen Gutoskie     | 8.01–8.10, 8.12                                                      | 8         | Lina Rabea Mohr        |
| Sybil                          | Nathalie Kelley      | 8.01–8.10, 8.12                                                      | 8         | Nora Jokhosha          |
| Georgie                        | Allison Scagliotti   | 8.01–8.04                                                            | 8         |                        |
| Peter Maxwell                  | Joel Gretsch         | 8.04–8.16                                                            | 8         |                        |
| Arcadius                       | Wolé Parks           | 8.04–8.14                                                            | 8         | Milton Welsh           |
| Violet Fell                    | Sammi Hanratty       | 8.08–8.10                                                            | 8         | Amelie Plaas-Link      |
| Beatrice Bennett               | Jaz Sinclair         | 8.12, 8.16                                                           | 8         | Lea Sprick             |

## Reichweite
In Deutschland wurden die ersten elf Folgen der ersten Staffel von durchschnittlichen zwei Millionen Menschen gesehen, was einem Marktanteil von 13,3 Prozent bei den wichtigen 14- bis 49-Jährigen entspricht.
Zum Ende der ersten Staffel nahmen diese Werte ab. Die restlichen elf Folgen wurden durchschnittlich von insgesamt 1,54 Millionen Menschen gesehen und erreichten in der werberelevanten Zielgruppe einen Marktanteil von 10,3 Prozent.
Die ersten elf Folgen der zweiten Staffel verfolgten durchschnittlich 1,69 Millionen Zuschauer. Dabei wurde in der werberelevanten Zielgruppe ein durchschnittlicher Marktanteil von 10,8 Prozent erreicht.

## Ausstrahlung

### Vereinigte Staaten
In den USA startete die Serie auf dem Sender The CW am 10. September 2009 und erreichte 4,8 Millionen Menschen. Die erste Staffel lief dort bis zum 13. Mai 2010. Die zweite Staffel startete am 9. September 2010 und endete am 12. Mai 2011. Die dritte Staffel wurde zwischen dem 15. September 2011 und dem 10. Mai 2012 ausgestrahlt. Vom 11. Oktober 2012 bis zum 16. Mai 2013 wurde die vierte Staffel ausgestrahlt.
Im Februar 2013 verlängerte The CW die Serie um eine fünfte Staffel, die am 3. Oktober 2013 Premiere hatte. Das Finale der Staffel wurde am 15. Mai 2014 gezeigt.
Die Ausstrahlung der achten und letzten Staffel begann am 21. Oktober 2016 und endete am 10. März 2017.

### Deutschland
In Deutschland startete die Serie am 20. Januar 2010. Die Ausstrahlung endete vorerst mit der Folge Lebenslinien am 24. März 2010. ProSieben setzte am 13. Oktober 2010 die Ausstrahlung der ersten Staffel fort. Das erste Staffelfinale wurde am 22. Dezember 2010 ausgestrahlt. Die Ausstrahlung der zweiten Staffel begann am 10. Januar 2011 auf ProSieben und endete zwischenzeitlich am 4. April 2011 mit der Folge Die Verwandlung. Am 15. August 2011 wurde die Ausstrahlung der zweiten Staffel fortgesetzt, doch aufgrund von schlechten Einschaltquoten wurde am 29. August 2011 die letzte Episode auf ProSieben gezeigt. Die Serie wechselte den Sender und wurde vom 8. September bis zum 27. Oktober 2011 auf Sixx fortgesetzt. Die deutsche Erstausstrahlung der dritten Staffel wurde vom 15. März 2012 bis 26. Juli 2012 als geschnittene Preview-Fassung (FSK 12) auf Sixx ausgestrahlt. Außerdem stellten ProSieben und Sixx innerhalb Deutschlands die aktuelle Folge nach Ausstrahlung sieben Tage lang online zur Verfügung.
Sixx strahlte die vierte Staffel von The Vampire Diaries vom 7. März 2013 bis 25. Juli 2013 aus. Die fünfte Staffel war vom 6. Februar 2014 bis 9. Oktober auf sixx zu sehen. Die sechste Staffel wurde seit dem 26. Februar 2015 auf sixx ausgestrahlt. Die ersten elf Folgen der siebten Staffel wurden vom 17. März bis 26. Mai 2016 auf sixx ausgestrahlt. Der Pay-Tv-Sender ProSieben Fun hatte inzwischen begonnen, die Staffel in Doppelfolgen am frühen Samstagabend auszustrahlen und übernahm am 16. Juli 2016 die deutsche Erstausstrahlung der restlichen Folgen, die am 20. August desselben Jahres zu Ende war. Ab 13. Oktober 2016 strahlte sixx die restlichen Folgen der Staffel aus. Wegen des Sendeplatzes um 20:15 Uhr wurden sie teilweise geschnitten gezeigt. Die achte und letzte Staffel wurde ab dem 30. März 2017 auf sixx ausgestrahlt. In Online-Videotheken wurde zwischenzeitlich die komplette Serie auf Abruf verfügbar gemacht.

### Schweiz
Der Schweizer Sender SF zwei strahlte die erste Staffel vom 25. September 2010 bis zum 30. April 2011 aus.

## Spin-offThe Originals
Im Januar 2013 wurde die Produktion einer Backdoor-Pilotfolge namens The Originals bekanntgegeben. Die Ausstrahlung der Episode fand während der vierten Staffel, am 25. April 2013, statt. Nur einen Tag nach der Ausstrahlung der Episode gab der Sender The CW grünes Licht für eine erste Staffel mit 13 Episoden. Das Spin-off behandelt die Urvampir-Familie um Klaus Mikaelson (Joseph Morgan) und spielt größtenteils im French Quarter von New Orleans.

## Veröffentlichungen
Die Serie wurde in verschiedenen Ländern als DVD und Blu-ray Disc veröffentlicht.
Vereinigte Staaten
- Staffel 1 erschien am 31. August 2010
- Staffel 2 erschien am 30. August 2011
- Staffel 3 erschien am 11. September 2012
- Staffel 4 erschien am 3. September 2013
- Staffel 5 erschien am 9. September 2014
- Staffel 6 erschien am 1. September 2015
- Staffel 7 erschien am 16. August 2016
- Staffel 8 erschien am 12. September 2017

Großbritannien
- Staffel 1 erschien am 23. August 2010
- Staffel 2 erschien am 22. August 2011
- Staffel 3 erschien am 20. August 2012
- Staffel 4 erschien am 26. August 2013
- Staffel 5 erschien am 27. Oktober 2014
- Staffel 6 erschien am 26. Oktober 2015
- Staffel 7 erschien am 24. Oktober 2016
- Staffel 8 erschien am 23. Oktober 2017

Deutschland
- Staffel 1.1 erschien am 22. Oktober 2010 auf DVD
- Staffel 1.2 erschien am 11. Februar 2011 auf DVD
- Staffel 1 erschien am 3. Juni 2011 auf DVD und Blu-ray Disc
- Staffel 2 erschien am 2. Dezember 2011 auf DVD und Blu-ray Disc
- Staffel 3 erschien am 14. Dezember 2012 auf DVD und Blu-ray Disc
- Staffel 4 erschien am 6. Dezember 2013 auf DVD und Blu-ray Disc
- Staffel 5 erschien am 4. Dezember 2014 auf DVD und Blu-ray Disc
- Staffel 6 erschien am 3. Dezember 2015 auf DVD und Blu-ray Disc
- Staffel 7 erschien am 15. Dezember 2016 auf DVD und Blu-ray Disc
- Staffel 8 erschien am 7. Dezember 2018 auf DVD und Blu-ray Disc

## Auszeichnungen und Nominierungen

### Auszeichnungen
People’s Choice Awards:
- 2010: Favorite New TV Drama
- 2012: Favorite TV Drama Actress (Nina Dobrev)
- 2014: Favorite On-Screen Chemistry (Nina Dobrev & Ian Somerhalder)
- 2014: Favorite TV Drama Actor (Ian Somerhalder)
- 2015: Favorite TV Duo (Nina Dobrev & Ian Somerhalder)

Teen Choice Awards:
- 2010: Breakout Star Female (Nina Dobrev)
- 2010: Breakout Star Male (Paul Wesley)
- 2010: Breakout Show
- 2010: Fantasy/Sci-Fi Show
- 2010: Actor Fantasy/Sci-Fi (Paul Wesley)
- 2010: Actress Fantasy/Sci-Fi (Nina Dobrev)
- 2010: Villain (Ian Somerhalder)
- 2011: Fantasy/Sci-Fi Show
- 2011: Actor Fantasy/Sci-Fi (Ian Somerhalder)
- 2011: Actress Fantasy/Sci-Fi (Nina Dobrev)
- 2011: Scene Stealer Female (Katerina Graham)
- 2011: Scene Stealer Male (Michael Trevino)
- 2012: Fantasy/Sci-Fi Show
- 2012: Actor Fantasy/Sci-Fi (Ian Somerhalder)
- 2012: Actress Fantasy/Sci-Fi (Nina Dobrev)
- 2012: Scene Stealer Female (Candice Accola)
- 2012: Scene Stealer Male (Michael Trevino)
- 2013: Fantasy/Sci-Fi Show
- 2013: Actor Fantasy/Sci-Fi (Ian Somerhalder)
- 2013: Actress Fantasy/Sci-Fi (Nina Dobrev)
- 2014: Fantasy/Sci-Fi Show
- 2014: Actor Fantasy/Sci-Fi (Ian Somerhalder)
- 2014: Actress Fantasy/Sci-Fi (Nina Dobrev)
- 2015: Fantasy/Sci-Fi Show
- 2015: Actress Fantasy/Sci-Fi (Nina Dobrev)
- 2015: Liplock (Nina Dobrev & Ian Somerhalder)

### Nominierungen
Saturn Awards:
- 2010: Best Network Television Series
- 2011: Best Network Television Series
- 2012: Best Teen Series
- 2013: Best Teen Series
- 2014: Best Teen Series
- 2015: Best Teen Series

People’s Choice Awards:
- 2010: Favorite Sci-Fi/Fantasy Show
- 2011: Favorite TV Drama Actor (Ian Somerhalder)
- 2012: Favorite Sci-Fi/Fantasy Show
- 2012: Favorite Network TV Drama
- 2012: Favorite TV Drama Actor (Ian Somerhalder)
- 2013: Favorite Sci-Fi/Fantasy Show[30]
- 2013: Favorite TV Drama Actress (Nina Dobrev)[30]
- 2013: Favorite TV Drama Actor (Paul Wesley)[30]
- 2013: Favorite TV Drama Actor (Ian Somerhalder)[30]
- 2013: Favorite TV Fan Following[30]
- 2014: Favorite TV Drama Actor (Ian Somerhalder)
- 2014: Favorite TV Drama Actress (Nina Dobrev)
- 2014: Best Sci-Fi/Fantasy
- 2016: Favorite Network Sci-Fi/Fantasy TV Show

Teen Choice Awards:
- 2010: Scene Stealer Female (Katerina Graham)
- 2011: Choice Vampire (Nina Dobrev)
- 2011: Choice Vampire (Paul Wesley)
- 2011: Choice Vampire (Ian Somerhalder)
- 2012: Actress Fantasy/Sci-Fi (Katerina Graham)
- 2012: Villain (Joseph Morgan)
- 2013: Favorite Sci-Fi/Fantasy Show
- 2013: Actor Fantasy/Sci-Fi (Ian Somerhalder)
- 2013: Actor Fantasy/Sci-Fi (Paul Wesley)
- 2013: Actress Fantasy/Sci-Fi (Nina Dobrev)
- 2013: Actress Fantasy/Sci-Fi (Katerina Graham)
- 2013: Scene Stealer Male (Steven R. McQueen)
- 2013: Scene Stealer Female (Candice Accola)
- 2014: Actress Fantasy/Sci-Fi (Katerina Graham)
- 2014: Actor Fantasy/Sci-Fi (Paul Wesley)
- 2014: Villian (Paul Wesley)
- 2015: Liplock (Candice Accola & Paul Wesley)
- 2015: Actor Fantasy/Sci-Fi (Paul Wesley / Ian Somerhalder)
- 2015: Actress Fantasy/Sci-Fi (Candice Accola)
- 2015: Chemistry (Katerina Graham & Ian Somerhalder)
- 2015: Villain (Chris Wood)
- 2016: Choice TV Show: Sci-Fi/Fantasy
- 2016: Actor Fantasy/Sci-Fi (Paul Wesley / Ian Somerhalder)
- 2016: Actress: Sci-Fi/Fantasy (Candice Accola / Kat Graham)
- 2016: Chemistry (Katerina Graham & Ian Somerhalder)
- 2016: Liplock (Candice King & Paul Wesley)

## Unterschiede zwischen Buch und Serie
- Elena Gilbert hat im Buch blonde Haare, in der Serie jedoch dunkelbraune; Caroline Forbes wird im Buch in puncto Haare als „auburn“ (rotbraun) beschrieben, ist in der Serie allerdings blond.[31]
- In der Serie sind Elena und Caroline befreundet. Im Buch sind sie es nicht mehr.
- Elena hat im Buch eine kleine Schwester, Margret. In der Serie hat sie einen Bruder, Jeremy.[31]
- Ihre Tante heißt im Buch Judith, nicht Jenna.[31]
- Im Buch heißt Damons Bruder Stefano, in der Serie Stefan.
- Im Buch hat Elena eine Freundin namens Meredith, in der Serie nicht. Der Name taucht allerdings in Staffel 3 in Form der Ärztin auf.
- Im Buch wird nie erzählt, dass Elena mit Damon geschlafen hat.
- Im Buch hat Stefan schwarze Locken. In der Serie sind seine Haare dunkelblond.
- Im Buch ist Bonnie ein kleines weißes Mädchen mit roten Haaren und herzförmigem Gesicht, das ziemlich schüchtern ist. In der Serie ist sie ein schwarzes Mädchen mit braunen Haaren, das viel selbstbewusster ist und viel stärkere Kräfte entwickelt. Im Buch hatte sie sich allerdings in Matt und Damon verliebt und war mit einem Werwolf zusammen. In der Serie hatte sie Damon anfangs gehasst. Dies änderte sich aber in der 6. Staffel und sie wurden beste Freunde. Und mit einem Werwolf war sie auch nicht liiert. Außerdem stammt sie im Buch von den Kelten ab, in der Serie von den Hexen von Salem.
- Im Buch taucht von den Urvampiren nur Niklaus auf, und dieser verwandelt sich nicht, wie in der Serie, zu einem Hybriden.
- Stefano und Damon stammen im Buch aus der italienischen Renaissance und sind daher ca 600 Jahre alt. In der Serie hingegen stammen sie aus der Geburtsstadt Elenas und sind nur etwa 160 Jahre alt.
- Der Name der Stadt hat sich verändert. Von Fell’s Church (Buch) zu Mystic Falls (Serie)
- Im Buch haben starke Vampire (also die sich regelmäßig von Menschenblut ernähren) die Fähigkeit sich in ein Tier zu verwandeln. Damon hatte zwar nur einen schwarzen Raben als Begleitung, (dies kam anfangs der Serie nur ganz kurz vor) blieb aber ohne Bedeutung.
- Im Buch liebte Klaus Katherine und hatte sie verwandelt. Jedoch in der Serie flieht Katherine vor Klaus schon länger als fünf Jahrhunderte. Und in der Serie hatte Klaus sie nicht verwandelt, sondern ein Vampir namens Rose gab ihr Vampirblut und danach brachte sich Katherine um.
- Im Buch ist Alaric mit Elenas Freundin Meredith verlobt. In der Serie hingegen ist er mit Elenas Tante Jenna zusammen, bis diese von Klaus getötet wird.